# シフトレバーの配置
シフトレバーの配置（シフトレバーのはいち）では自動車の運転席においてシフトレバーが設けられている位置について記述する。
自動変速機（AT） や無段変速機（CVT） の場合はシフトレバーと呼ばず、正しくはセレクター（あるいはセレクトレバー）と呼ばれるが、本項ではこれらセレクターの配置を含めて述べる。また、オートバイの変速方式についてもこの項で記述する。自転車のシフトレバーについては変速機 (自転車)#シフターを参照。

## シフトレバー
シフトレバー（Shift lever）とは、内燃機関（エンジン）を動力とする自動車のマニュアルトランスミッション（MT、手動変速機）の歯車の組み合わせを選択するレバー（てこ棒）のこと。これらの自動車を運転する際、適切な出力や速度を得るためには、運転手が状況に応じて任意にトランスミッションの歯車の組み合わせを変える必要があり、その操作に用いられるのがシフトレバーである。
なお、シフトレバーは、ギア レバー（Gear lever）、ギア チェンジ レバー（Gear change lever）やスピード チェンジ レバー（Speed change lever）、これらを略したチェンジレバーと呼ばれることもある他、英語圏ではギア スティック（Gear stick）、スティック シフター / シフター（Stick shifter / Shifter）の名称も用いられる。
シフトレバーはトランスミッションの種類や配置により、その機械的な構造が分化される。MT車においては、縦置きエンジンを採用する後輪駆動車で、なおかつフロアシフトの場合など、キャビン内のシフトレバーとトランスミッション本体が近接している条件ではシフトレバーがMT内部のシフトアンドセレクトフォークを直接動かす構造であることが多く、横置きエンジンを採用する前輪駆動車やキャブオーバーエンジンのトラック、リアエンジンのバス、あるいは多くのコラムシフト車など、シフトレバーとトランスミッション本体が離れているような条件の場合には、機械的なリンク機構やワイヤーにより、シフトアンドセレクトフォークを遠隔操作する構造であることが多い。
AT車やCVT車においては、初期の機械制御方式の時代にはシフトレバー（セレクターレバー）がリンケージにより変速機に直接接続されていることが多かったが、今日の高度に電子制御化されたAT・CVTにおいては、必ずしも変速機とシフトレバーが機械的に連結されている必要はなく（バイ・ワイヤ構造で充足できる）、よりシフトレバーの配置の自由度が増す要因ともなっている。こうした傾向は、究極的にはセレクターがレバーである必要がないことも意味しており、かつてのエドセルのテレタッチシステムや欧州の大型バスに見られるボタン式や、近年のジャガー・XJのようにダイヤル式スイッチをATセレクターに採用している事例も見受けられる。
このように各形式により多少の構造の差異はあるが、機械的なリンクを持つシフトレバーの場合、その力学的要素は第一種てこに相当するものとなる。シフトレバーの支点・力点・作用点のそれぞれの距離の関係が直接的に変速に必要な移動距離（シフトストローク）の多寡に直結することとなり、同時に変速に必要な操作力の多寡にも大きな影響を及ぼす。シフトレバーの各部の長さはその車種の商品性や、装備されるエンジン特性や変速機内部の部品の（回転慣性を含む）質量により最適の寸法が選択されるが、素早い変速操作が求められる競技車両やスポーツカーの場合などでは、操作力を多少重くしてでもストロークの短いシフトレバーが選択されることが多く、トルク許容量が大きく頑丈で操作力の大きい変速機が組み合わせられる大型車両の場合には、操作力を軽減する目的で長くストロークの大きいシフトレバーが選択されることが多い。車種によっては、スポーツ走行を特に重視する運転手向けに、アフターマーケットパーツとしてショートストローク・シフトレバーが用意される場合もある。なお、シフトレバーの力点側のてこの長さはシフトノブの長さを直接変更することでも行え、運転手の操作力を補助する要素としてシフトノブとカウンターウエイトの重さを変更することも有効な手段である。そのため、アフターマーケットにはレバー比を変更する目的で、様々な形状・長さ・重さのレバーやシフトノブが用意されている。

## 配置区分
シフトレバーが取り付けられた部位に応じて、フロア配置のフロアシフト、インパネ（インストゥルメントパネル：計器盤）配置のインパネシフト、ステアリングコラム配置のコラムシフトの3種に大別される。

### フロアシフト
フロアシフトは1890年代から存在し、2020年代前半現在最も一般的なタイプで、軽自動車から高級セダンまで幅広く使われている。
ほとんどの車種で車体中心線近くに配置されるが、レーシングカーでは競技規定に合わせ、右ハンドルの場合でも右手操作となっているものがある。自動車ボディ自体の幅員がごく狭かった1900年代初頭には車体外側にシフトレバーを装着する事例も見られたが（この場合、厳密には「フロアシフト」ではない）、1910年代以降はフロントエンジン・リアドライブの場合にトランスミッションが車体中心線に位置することから、フロア中央配置が標準化した。
MTのシフトパターンは前後がシフト、左右がセレクトのH形がほとんどで、一部に前後操作のみのシーケンシャルタイプがある。特殊なパターンとしてシトロエン・SMの5速MTモデルではゲートは横方向のみで縦方向にはゲートが刻まれたプレートがスライドする方式であったが、ユーザーに不評であり、結果として3速ATモデルの販売台数が多くなった。
シーケンシャルシフトの場合、ノブを手前に引いた時にアップさせるのか、または反対にダウンさせるのかといった操作方向と変速動作の関係はメーカーやレーシングチームの方針、レーシングドライバーの好みなどで異なる。ロケット、メッサーシュミット・KR175/KR200（Messerschmitt KR175（英語）） /（KR200（英語））など、オートバイ用のトランスミッションを流用した場合は必然的にシーケンシャル操作となる。
ウニモグの場合はシフトレバーが副変速レバーを兼ねており、カメのマークの低速側、ウサギのマークの高速側、それぞれにトランスミッションの段数分のポジションがあり、4速トランスミッションならば4速×2の8速となる。逆にリバース（R=後退）ポジションはなく、前後進の切り替えは逆転機で行うため、前後進共に全てのギア（微速から最高速まで）が使える。これは特に軌陸車としての需要を考慮したものである。
フロントエンジン・リアドライブ方式のレイアウトではトランスミッションケース自体（またはケースに取り付けられたステー）にシフトレバーを持つものが多いが、キャブオーバー車やリアエンジン車ではトランスミッションが運転席の後方となるため、ワイヤやリンケージを介したリモートコントロール式になっている。
フィンガーシフトを装備した大型車でのシフトレバーは、トランスミッションのアクチュエーターを作動させるための電気信号を送るだけのスイッチとなっており、新車において機械的なリモートコントロールを行うものはほとんどなくなり、その位置もインパネもしくはその周辺（後述）に変わっている。乗用車においてもスイッチ化によりレバーは存在するものの、ジョイスティックのように傾けるだけというタイプもある。
ATでは、セレクターのグリップ部のボタンでパーキングロックや各ポジション間のロックを解除し、前後に直線的に操作するものが多く、その他、グリップ部にはアンロックボタンがなく、レバー自体をパーキングポジションから引き起こすことで操作するものがあり、これらのゲート形状は、ジグザグ形、U字形、J字形、L字形などとなっており、前述の直線的に操作するものよりも素早い操作が可能となっている。また、ティップシフトと呼ばれる、擬似シーケンシャル操作のものもある。

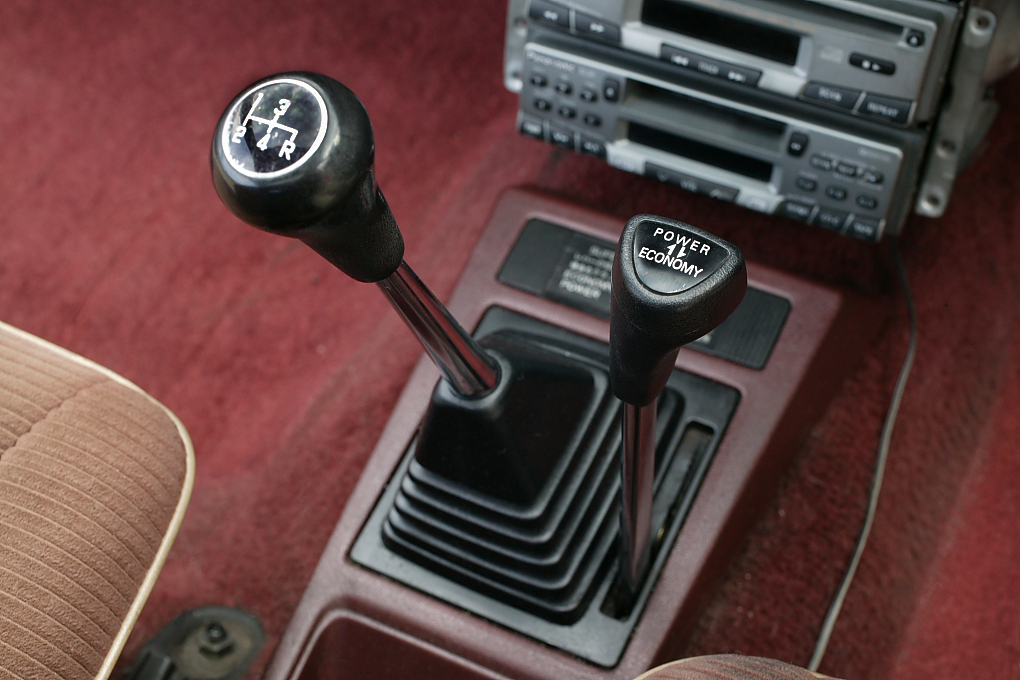
MTフロアシフト 三菱・コルディア 副変速レバー付き
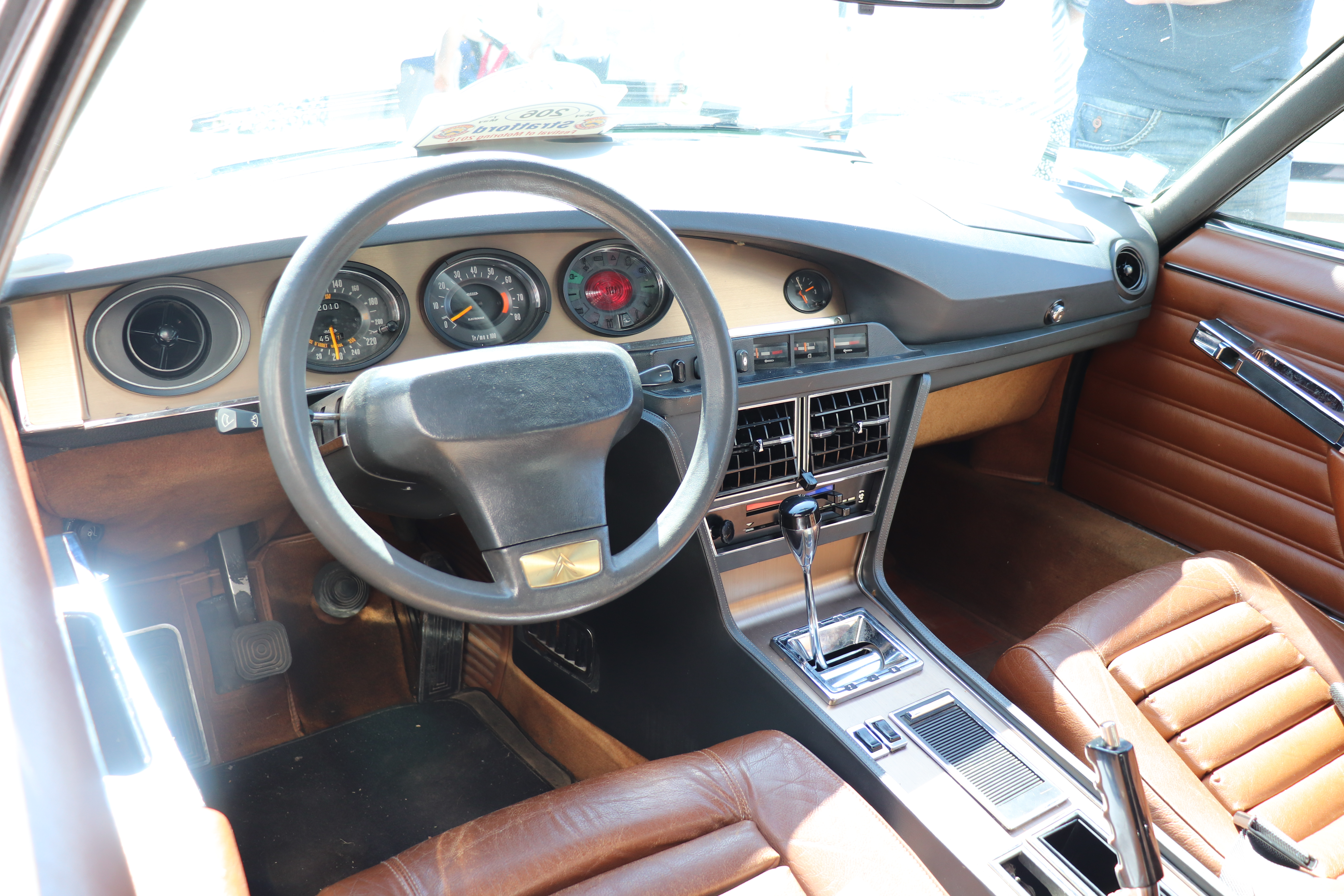
MTフロアシフト シトロエン・SM 変速レバーのゲートは横方向のみ
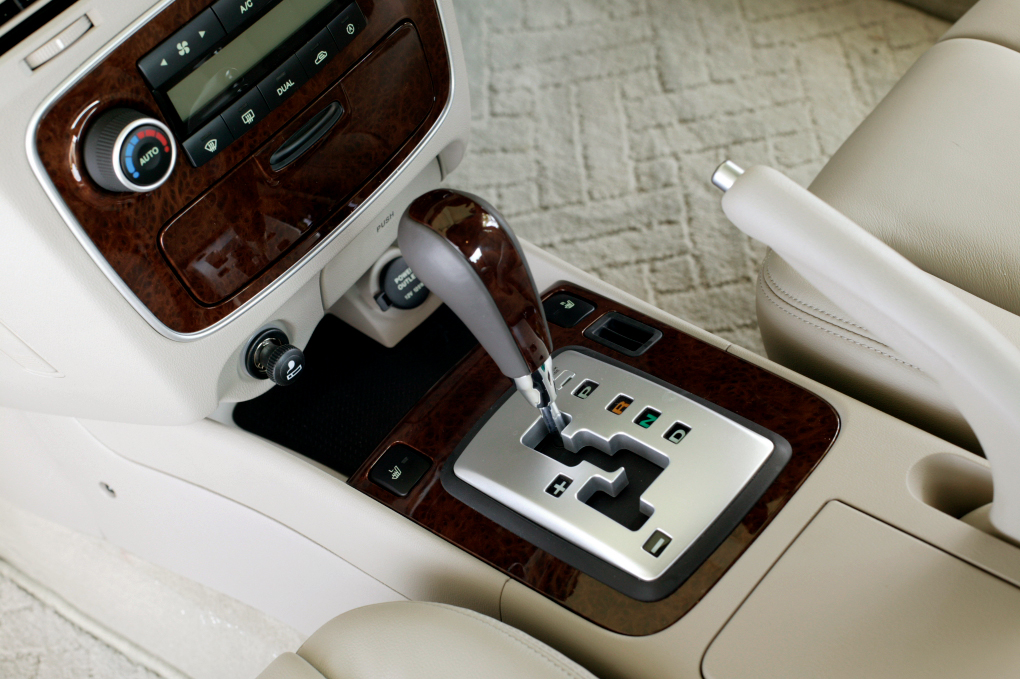
ATフロアセレクター ヒュンダイ・ソナタ ティップシフト用（±）ゲート付き
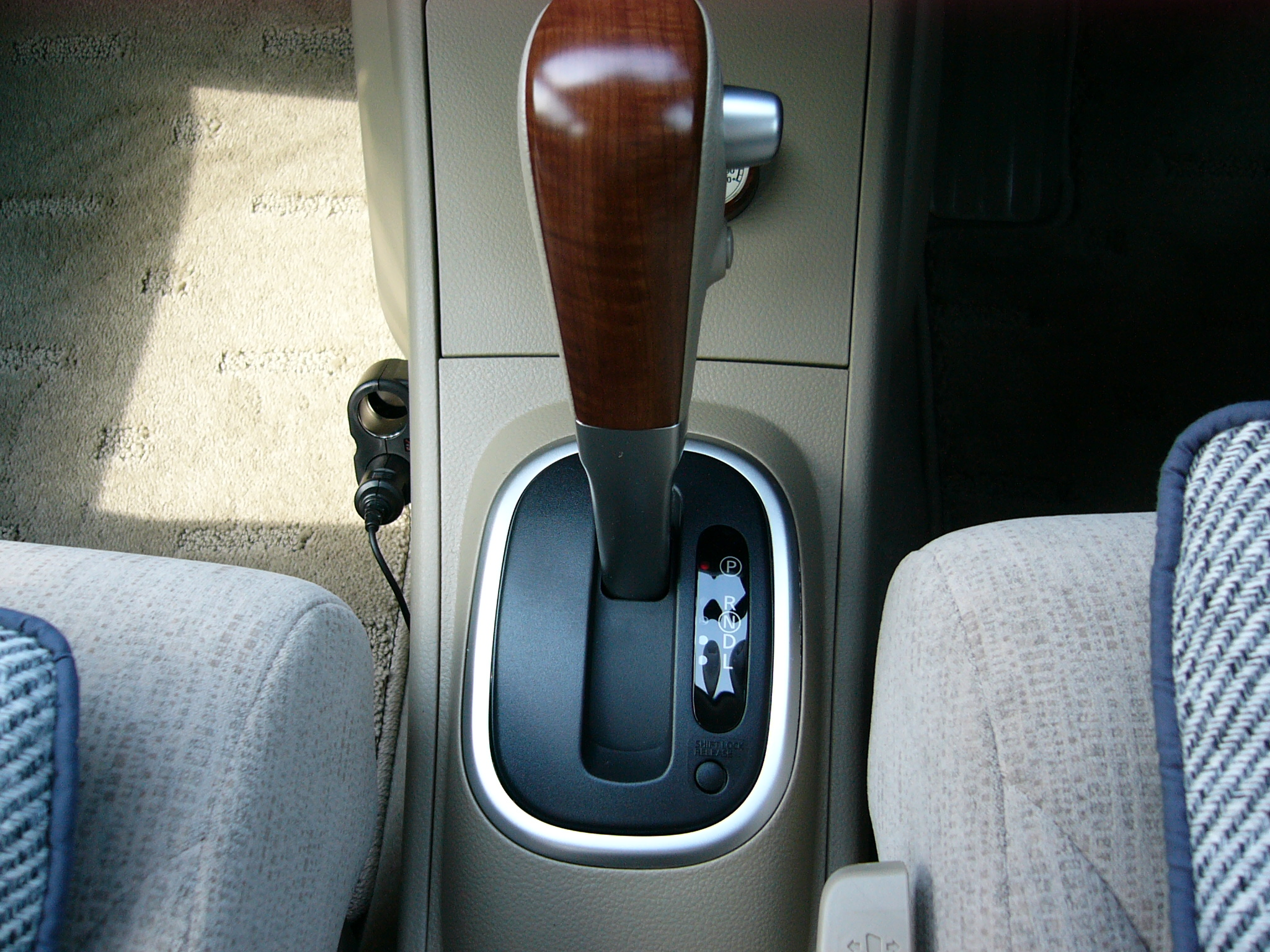
CVTフロアセレクター 日産・ティーダラティオ
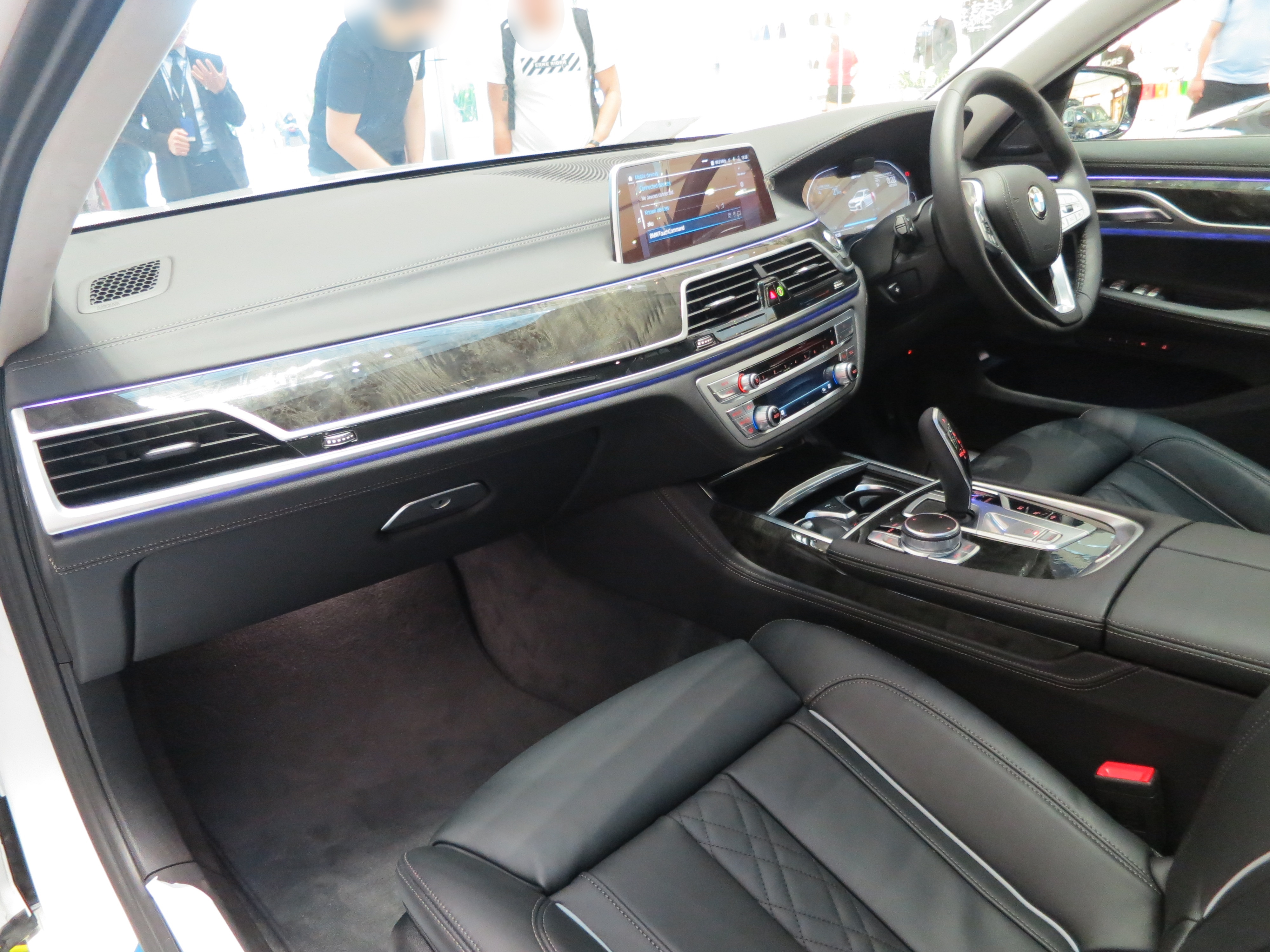
ATフロアセレクター BMW 740Le xDrive ジョイスティック型
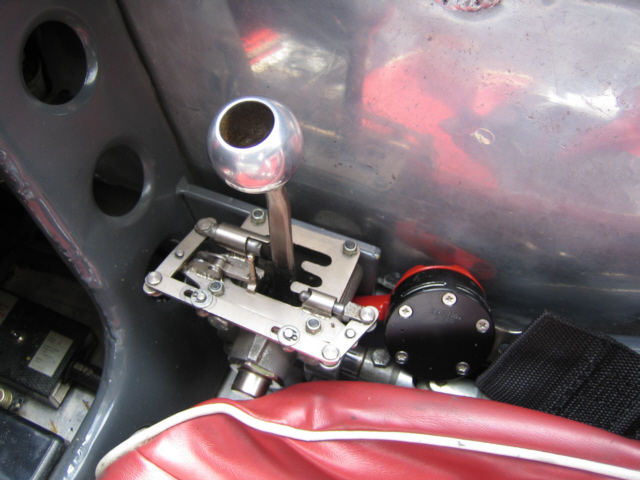
単座競技車両での右手操作の例 ロータス・18

### インパネシフト
シフトレバーがステアリング・ホイール（ハンドル）に近いところにあるのでシフトチェンジ時の操作性に優れ、さらにコラムシフトに比べギアポジションが判りやすく、操作性もフロアシフト並みに良い利点がある。
トラクシオン・アバン（1934年発表）や2CV（1948年発表）など、縦置きFFで名を馳せたシトロエンはインパネシフトを基本としていた。前輪駆動を採用した初期のシトロエンはトランスミッションがエンジンより前に位置していたため、トランスミッションから真上にロッドを立ち上げ、エンジン上を乗り越すようにしてダッシュボードまでロッドによるリンクを架け渡す手法が取り回しとしては最も簡潔であったことによる。2CVでは前方からエンジン、トランスミッションという並びになったが、シフトレバーはインパネに位置し、前後に押し引きすることでシフト、左右にひねることでセレクトと言う、独特の操作方法を採った。その後、1950年代のDSとIDは時流に乗ってコラムシフトとなったが、2CV派生の空冷 水平対向エンジンのベーシックカーには引き続きインパネシフトを採用し続けた。パワートレインのレイアウトがトラクシオン・アバンと同様のルノー・4にも影響を与え、同車は旧型シトロエン類似のロッド連動を採っている。
その後はワイヤーリンケージの導入で位置的自由度が高まり、フロアシフトとコラムシフトの中間的手法として用いられるようになった。MT比率の高い欧州でピープルムーバー（MPV、ミニバン、ワンボックスカー）や商用車でのマニュアルシフトとウォークスルーを両立するレイアウトとして採用されており、一般的な乗用車にも使われるようになっている。
日本車では、古くはドグクラッチ式変速機を採用していたホンダ・N360の例のみであったが、2000年代以降は欧州向けとレイアウトを共通化した車種から普及が始まり、キャブオーバータイプの商用車にも広まっている。1997年登場の三菱・シャリオグランディスでの採用が1990年代以降の日本車としては初となるが、2000年登場の7代目 ホンダ・シビック以降、現行型のマツダ・デミオ、トヨタ・ハイエース、三菱ふそう・キャンター、日産・NV200バネット、日産・NV350キャラバン、ダイハツ・ハイゼットカーゴ、スズキ・エブリイなどではMTのシフトレバー、ATのセレクターともにインパネシフトとなっている。

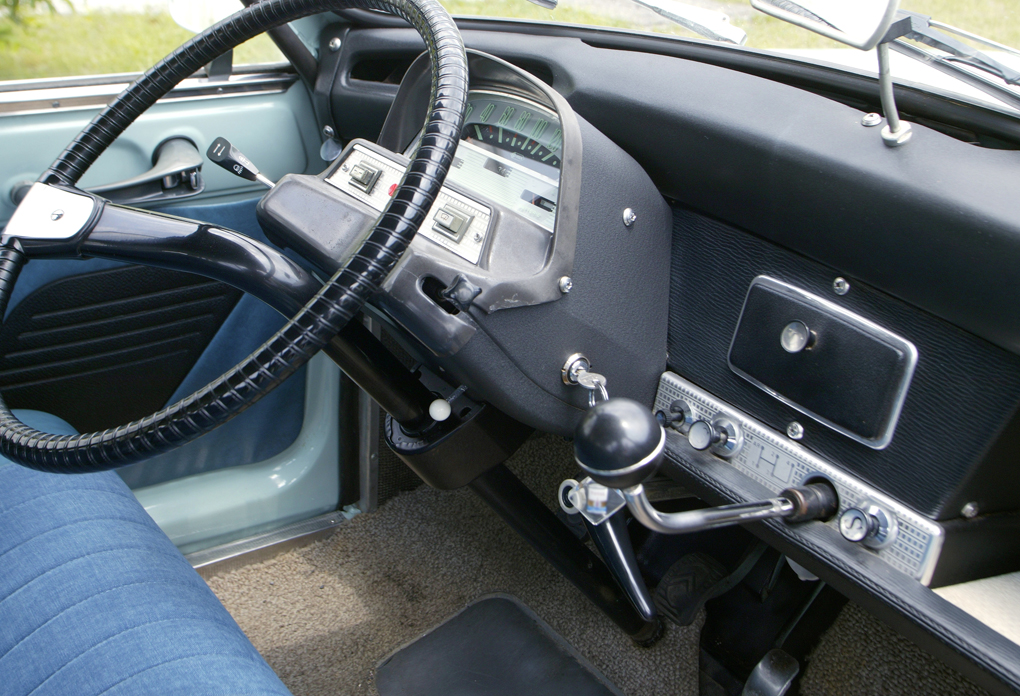
MTインパネシフト シトロエン・アミ
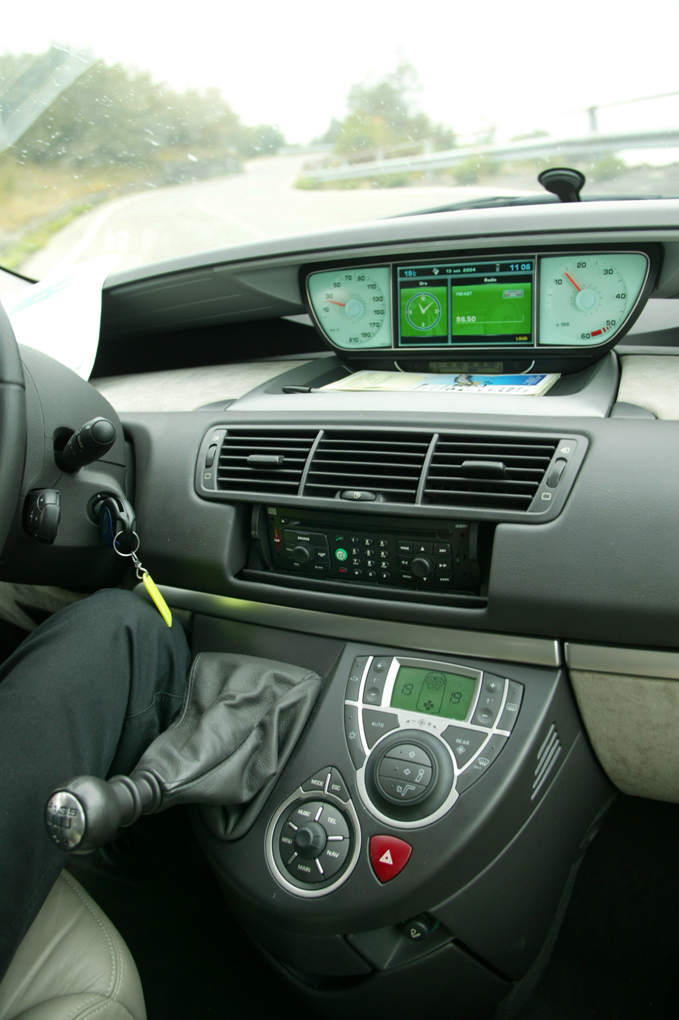
MTインパネシフト フィアット・ウリッセ 04モデル
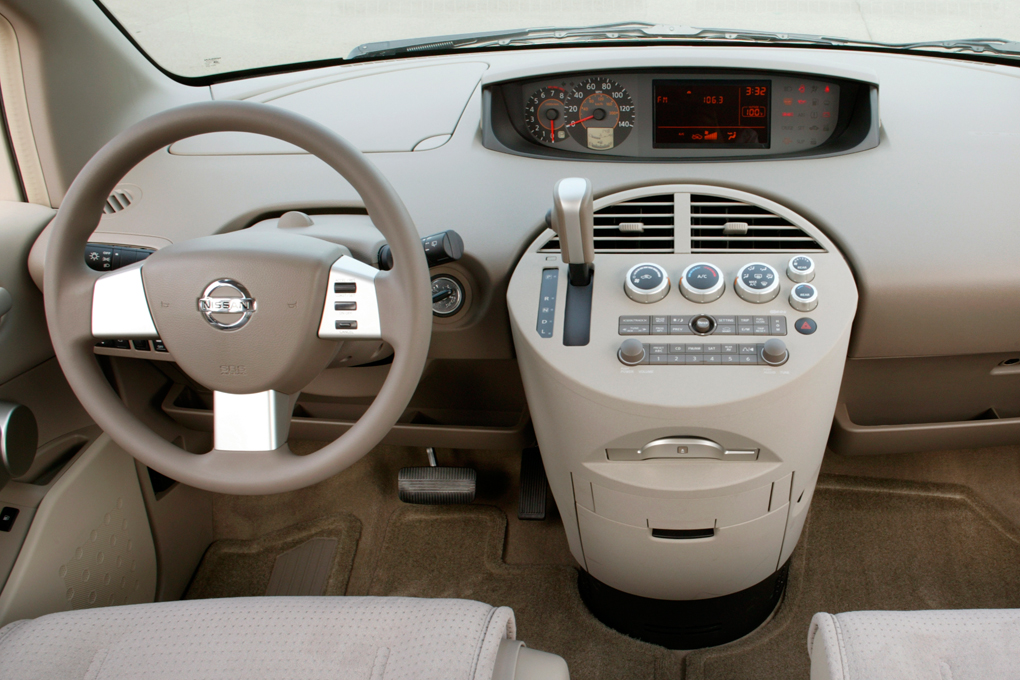
ATインパネセレクター 日産・クエスト 05モデル

昨今の一部トヨタ製ハイブリッド専用車（レクサス含む）はプリウス（NHW20） を皮切りに、大きなセレクターレバーを廃し、ステアリングポスト脇に指でつまんで操作する小さなレバーを設置するデザインを採用している。なおアクアは、初代のみ従来のフロアシフトであったが、2代目はプリウスと同様のレバーになった。

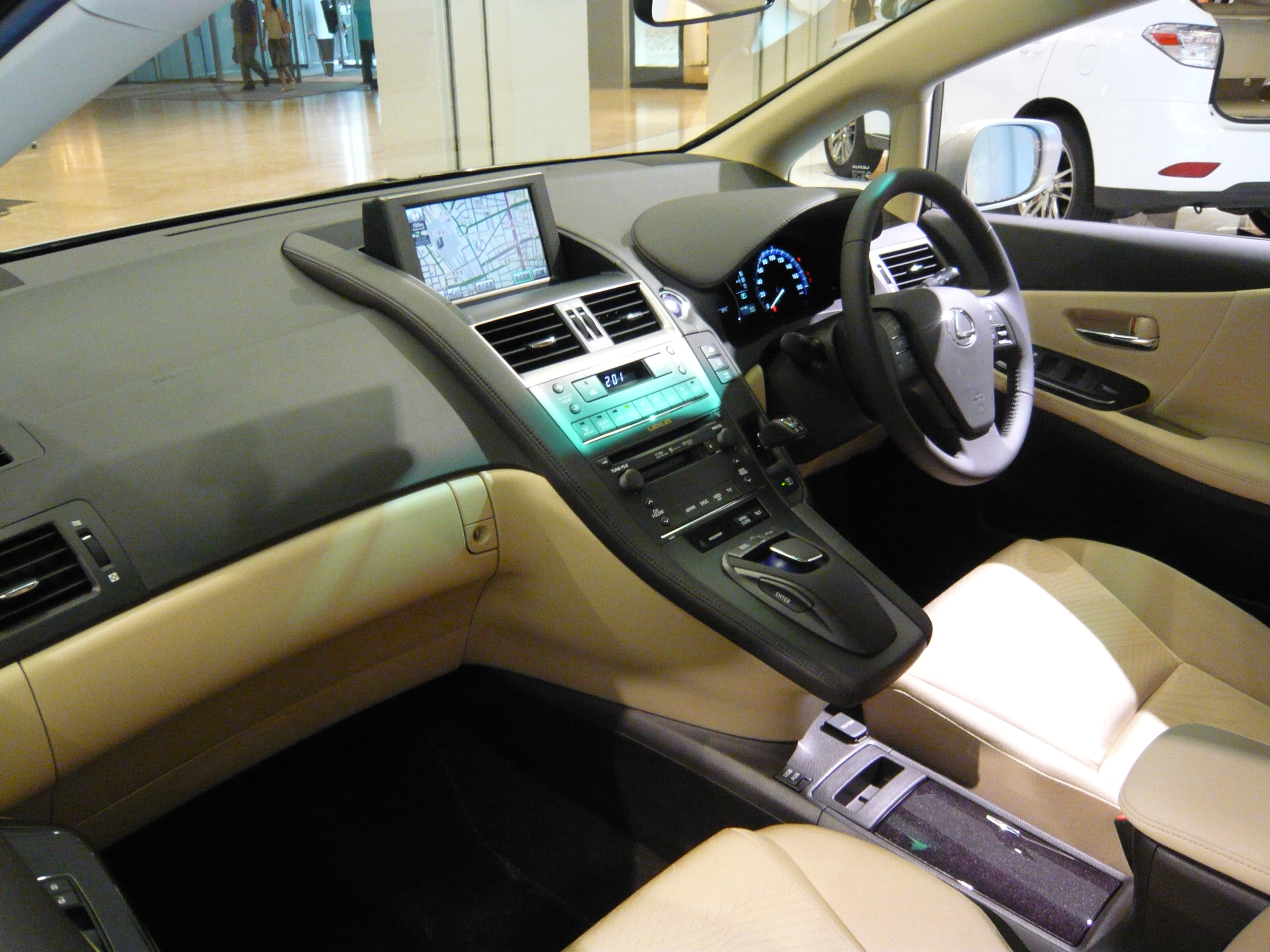
非常に小さいセレクターレバーを採用した例 レクサス・HS
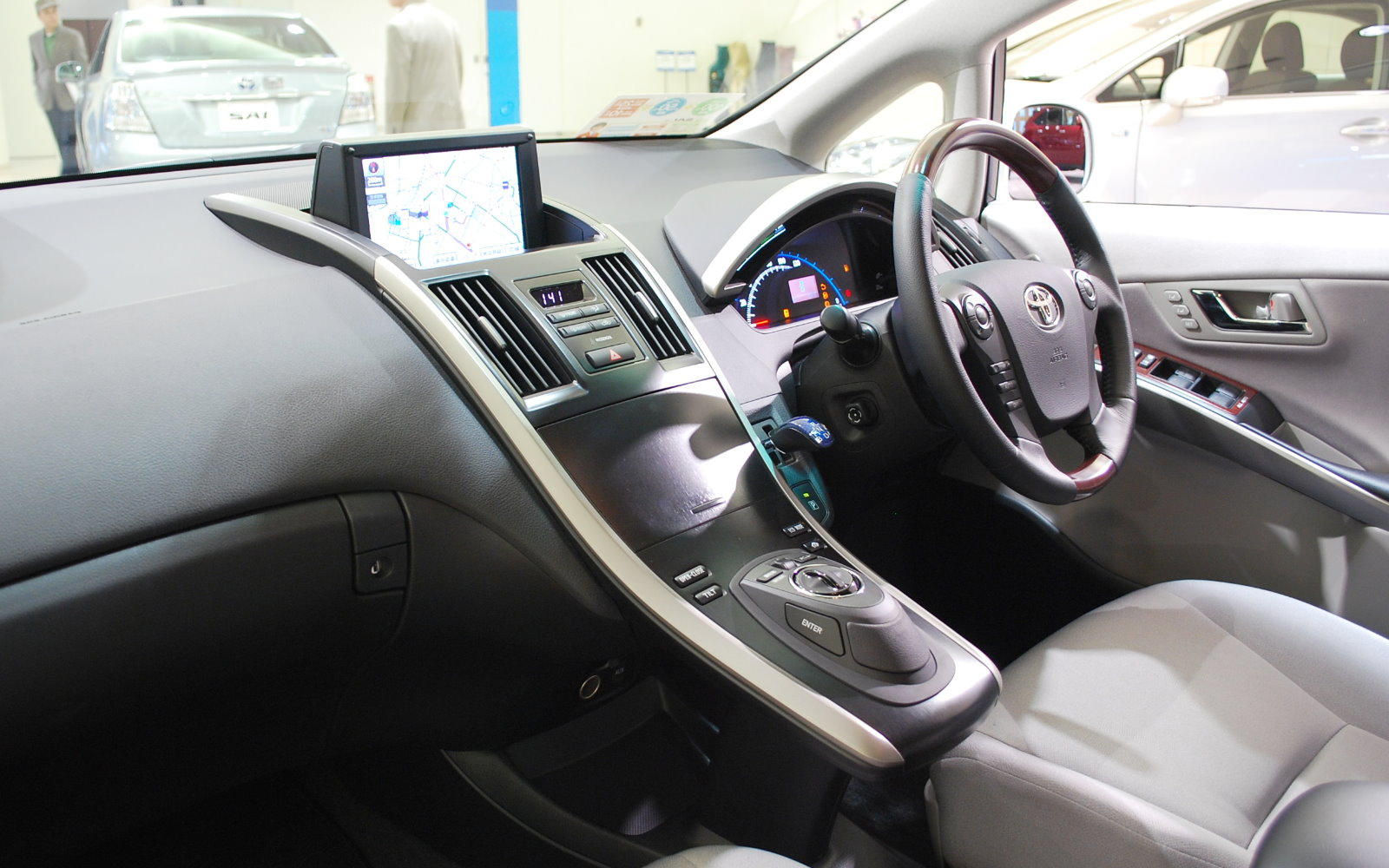
レクサス・HSの姉妹車トヨタ・SAIのレバー
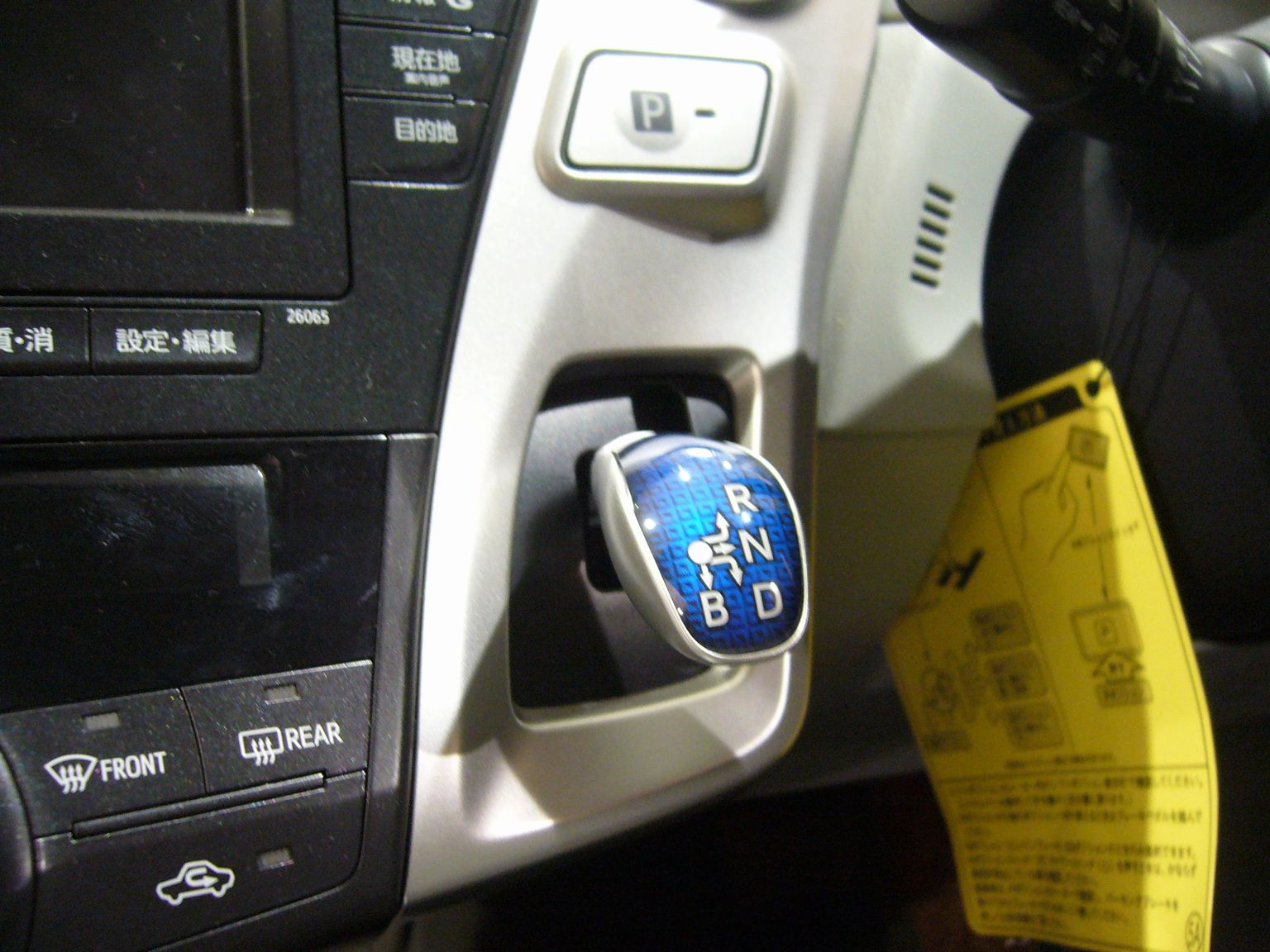
トヨタ・プリウスαのセレクターレバー

貨物自動車やバスでオートマチックトランスミッションを装備した一部の車両に採用されているギヤセレクターは丸形でスイッチの切り替えは回転式である。発進時に操作した後は停止するまでの間、通常は触る必要が無い。ギヤを任意に切り替える場合はハンドル脇に付いているシーケンシャルレバーを操作する。

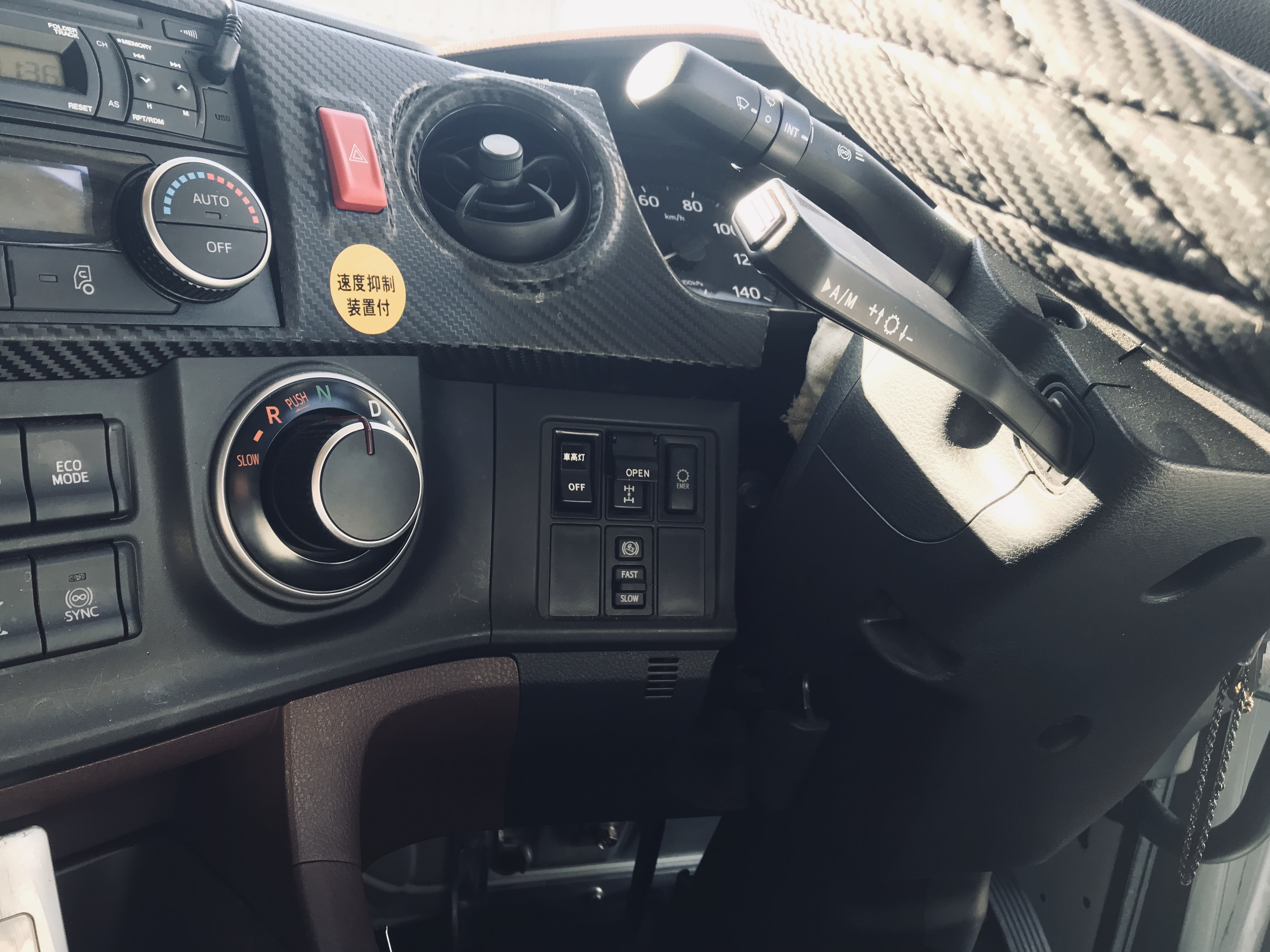
日野・プロフィア2RG-FW1AHG ProShift12 ギヤセレクターとシーケンシャルレバー
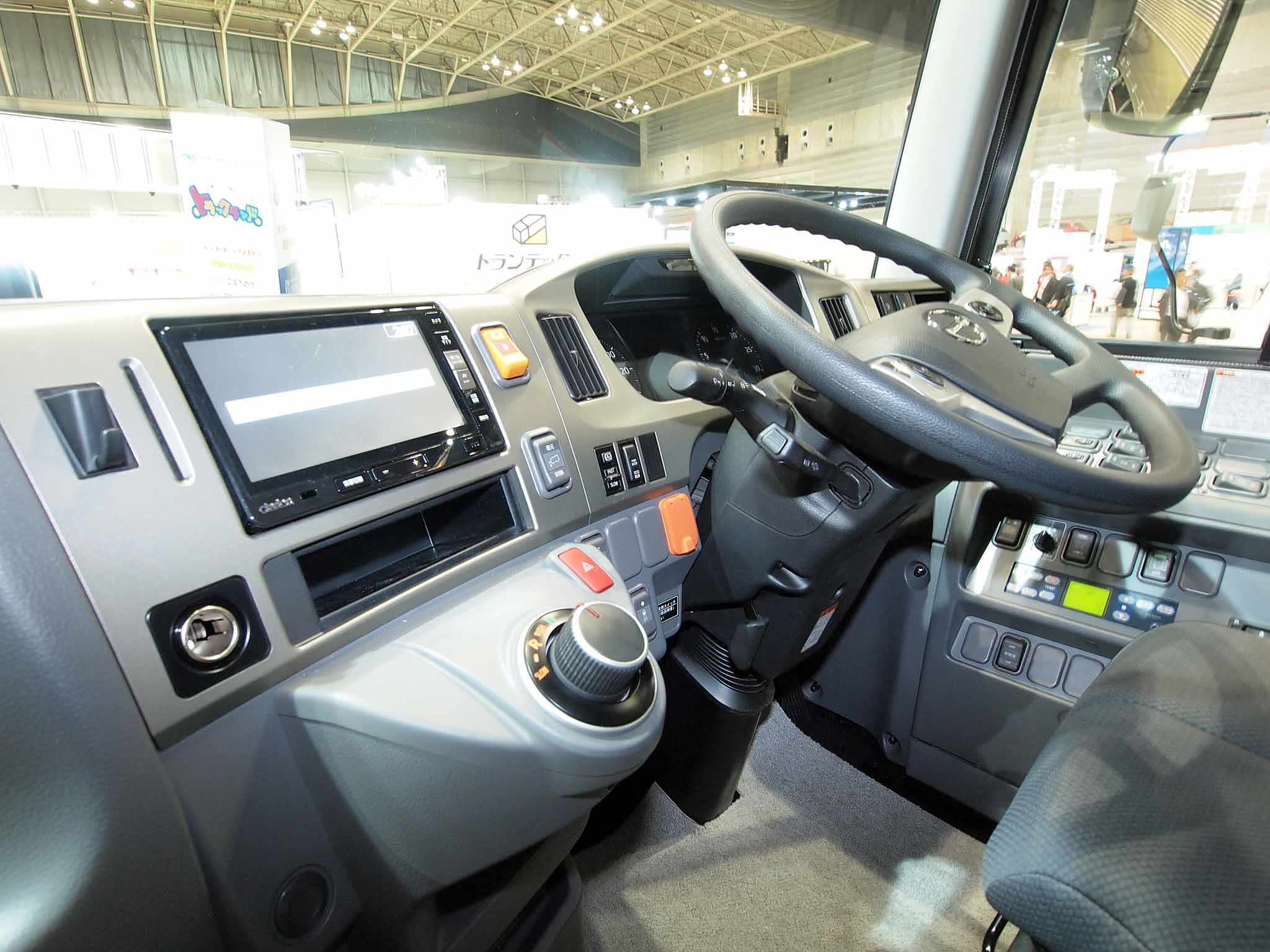
日野・セレガ 2DG-RU2AHDA ProShift12ギヤセレクターとシーケンシャルレバー

### コラムシフト
コラムとはステアリングコラムの略である。コラムシフトはシフトノブがステアリング・ホイールに近いところにあるため操作性に優れ、一方では足元を広く利用できる利点があり、あわせて前席をベンチシートとする（しばしばこの組み合わせは｢ベンコラ｣と略される）ことにより前席左右の通りぬけも容易になる。ただしMT車では、限られたレバーストロークで多くのレンジを設定できないため、ギアの段数が多くなると操作性が劣るといった欠点もある。
シンクロナイザーを持たない旧来のノンシンクロトランスミッションや、1930年代に実用化された初期の（シンクロナイズ能力の弱い）シンクロメッシュトランスミッションではフロア式のダイレクトシフトは操作時の不快な衝撃が避けられず、商用車やスポーツカーではまだしも、乗用車では敬遠される類のものであった。そこで操作時の不快感を少しでも減らせるように、また当時のアメリカ車の大型化による車幅拡大傾向を活かして前席の3人掛けが可能なように、1930年代後期からアメリカでコラムシフトが普及し始めた。嚆矢は1938年型のキャデラックでの採用である。これに合わせてパーキングブレーキレバーも横3人掛けに邪魔となるシート側面や床面配置をやめ、ダッシュボード下に配置して引き出し制動・押し込み解除とする「ステッキ型レバー」に改められる事例が出現した。
第二次世界大戦後には、ビッグスリーをはじめとするアメリカのメーカー各社がリモートコントロール式のコラムシフトやオートマチックへこぞって移行し、その後多くのメーカーが追従したことで、一時、世界のスタンダードとなった。
コラムMTのシフトパターンは上下がシフト、前後がセレクトのH形がほとんどで、競技車の一部に前後操作のみのシーケンシャルタイプがある。シーケンシャルシフトの場合、操作方向（前か後か）と変速動作（アップかダウンか）の関係はメーカーやチームの方針、ドライバーの好みなどで異なる。
リモートコントロール式とも呼ばれるコラムMTのシフトレバーは、トランスミッションのシフト&セレクトフォークとの間に多くのロッドとリンケージが介在し、摺動抵抗の多さから操作力はやや大きい。複数あるリンケージ接合部がそれぞれわずかな「遊び」を持つため、それらが集積されてシフトレバーの「遊び」として大きく現れ、ダイレクトな操作感に欠ける。ロッドやクランクの剛性が不足している場合はさらにダイレクト感が欠乏する（前述した変速時の衝撃が伝わりにくい理由も同じ）。リンケージ接合部が経年や長期使用で磨耗・劣化するなどの原因で、操作自体が困難になることも多い。
コラムシフトのMTはかつては乗用車から貨物車に至るまで幅広く採用され、フラッシュサイド式の幅広ボディが一般化した1950年代には、本来機能面では不適なスポーツカーにまで採用される事例もあった。1960年代以降のMT多段化傾向（4速でもやや複雑だったが、オーバードライブの5速を追加されると、運転中のポジション確認が手探り状態となるコラム式では相当に扱い辛くなった）で実用面の欠点が顕著になり、次第にフロアシフトに取って代わられ、タクシーなどの前席3人掛けが必要な車種に残るのみとなっている。
操作はパーキングポジションからニュートラルポジションの間は逆手、以降、ドライブから3 → 2 → 1（L）へは順手で操作する。逆方向（1 → 2 → 3 → D → N → R → P）へは逆手操作となる。通常、シフトアップ時は順手、シフトダウン時は逆手（さかて）で操作する。切り返しなどで前後進を繰り返す場合、Hパターンの3速MTではニュートラルポジション手前側の一列（上がR、下が1st）を使うのみで素早い操作が可能となり、この方式の存在意義もあった。
トヨタのタウンエースノア、ライトエースノア（イージーコラムシフト）やクイックデリバリーには、コラムシフトながらフロアシフトのHパターン（左前が1st）と同じ操作が可能なシフトレバーが採用されていた。
コラムATセレクターは1939年発売のオールズモビルに世界初の全自動変速機が搭載された時点で当初から採用され、コラム上面に取り付けられたシフトポジションのインジケーターを直接連動させる機構が採られていた（このATインジケーターのレイアウト事例は1960年代まで多く見られた）。以後もアメリカ製SUVやミニバンに採用例が多い。日本では1990年代以降ミニバンや商用車、軽自動車に普及したが、その後は、より操作性に優れるインパネセレクターへと移行が進んでおり、2024年現在、コラムシフトを採用している車種は日本国内からは消滅している。
MTのシフトレバー、ATのセレクターともにコラムシフトの場合、車体中心線側に配置される場合がほとんどであるが、中には外側配置のものもある。クライスラー・ボイジャー、ロールス・ロイスの右ハンドル仕様車でも外側配置のコラムATセレクターが採用されており、それらの車ではドライバーは右手でシフト操作を行う。クライスラーは単に左ハンドル仕様車との共用であるが、ロールス・ロイスに関しては「後席乗員からシフト操作を見えにくくするため」という理由で伝統的に右側配置が採用されている。しかし左ハンドル仕様になると通常の中央配置になりその伝統は無実化される。
物理的なリンケージでつながるシフトレバーやセレクターではなく、電気接点のみを切り替えるスイッチの場合は設置場所や操作方法の自由度が格段に増す。例えばシトロエン・DSのセミオートマチックトランスミッション（クラッチの動作のみならず、トランスミッションの切り替えにもハイドロニューマチック・サスペンションの油圧を利用したもの）のシフトスイッチは、やや内側（車体中心側）に曲げられたレバー形状を持つものの、ステアリング・ホイールの位置にかかわり無くコラム上面に配置されている。このシフトスイッチは、セルフスターターのスイッチも兼ねているのが特徴である。ただしMT仕様車の場合は、車体中心側のコラム脇に配置されている。
他にも、シトロエン・C4ピカソやBMW・7シリーズ（E65）、近年のメルセデス・ベンツ各車では、シフトレバーというよりは、コラム上に設置されたジョイスティックという面持ちで、軽い操作性と見栄えの良好さ、スペース効率の追求を両立している。

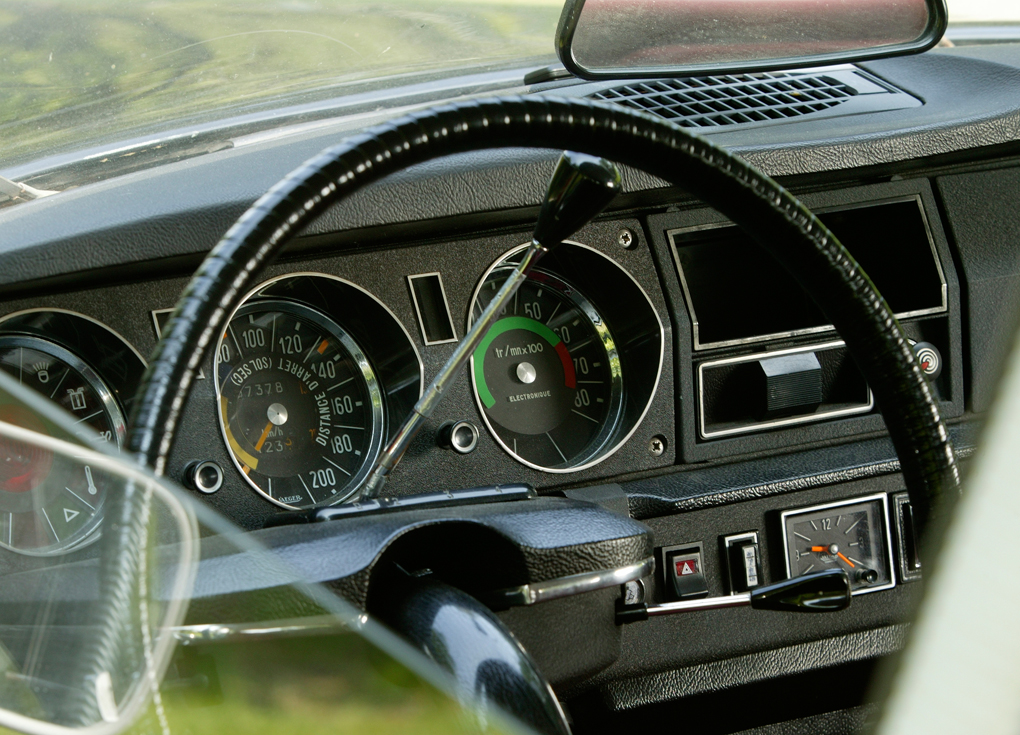
セミATコラムシフト シトロエン・DS セレクター（スイッチ）をステアリングコラム上面に配した希少例
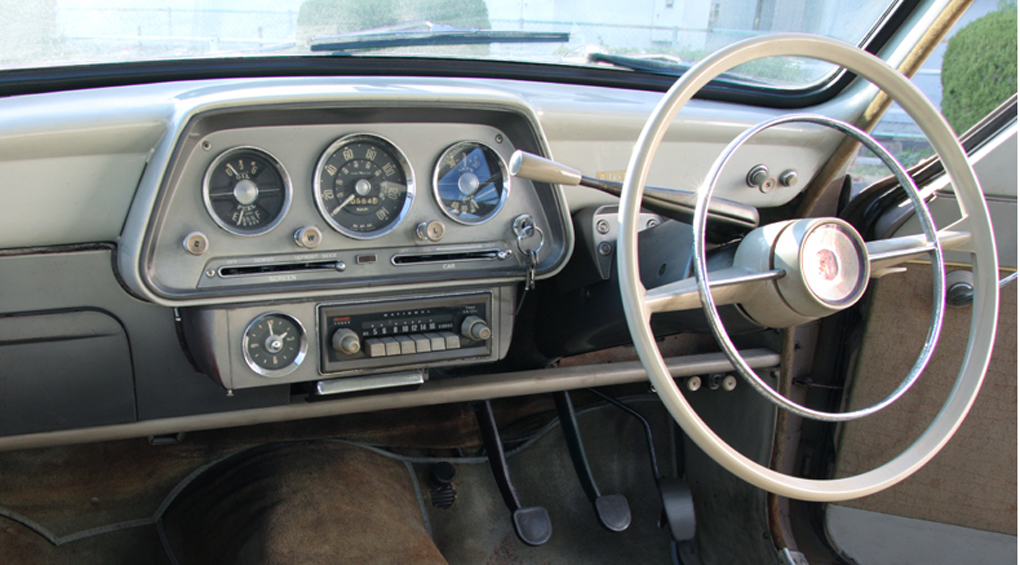
MTコラムシフト いすゞ・ヒルマンミンクス ステアリングコラムの車体中心側にシフトレバーを持つオーソドックスなレイアウト
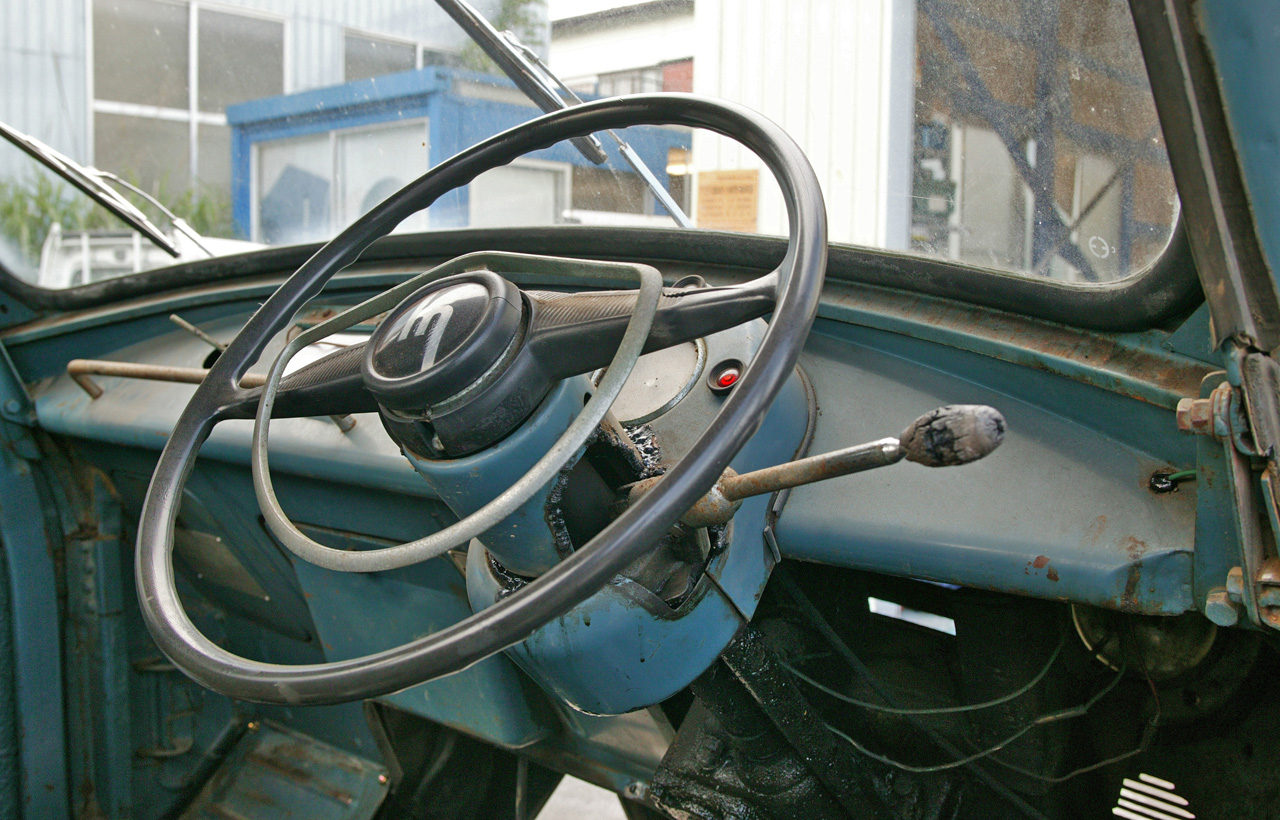
MTコラムシフト マツダ・T1500 狭いキャブ幅で3人乗りを可能とするため、右ハンドルながら右手操作となっている
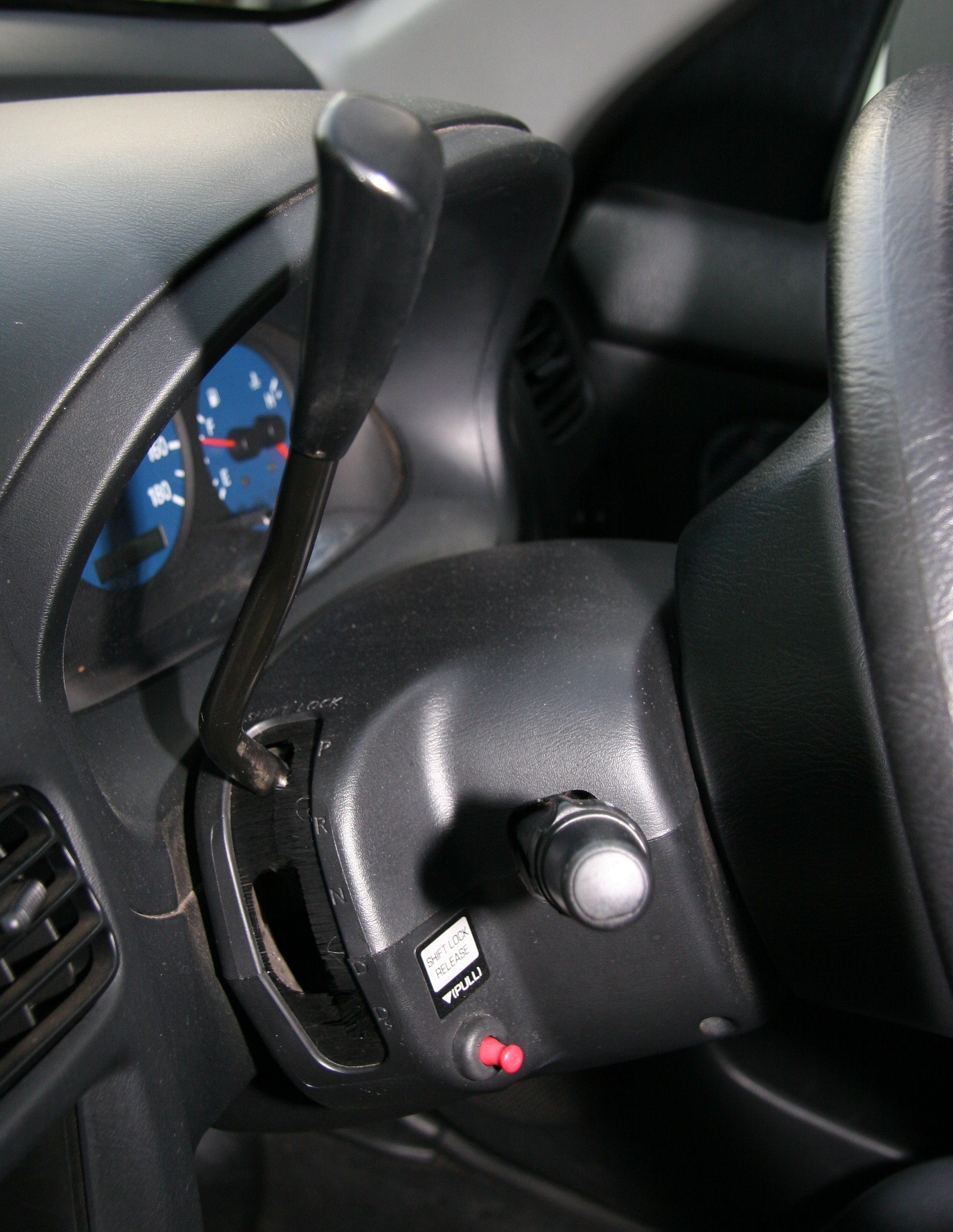
CVTコラムセレクター Z10型日産・キューブ
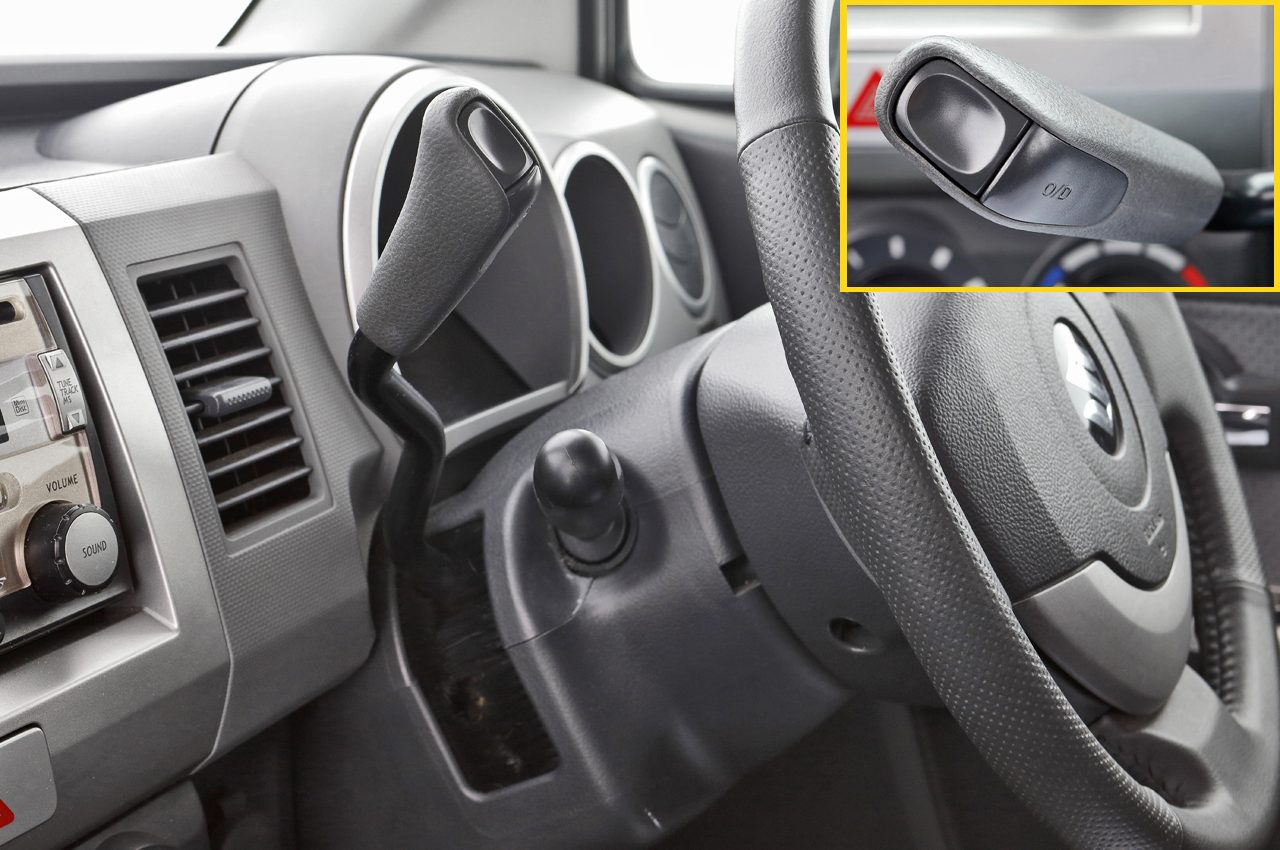
オーバードライブ付き4速オートマチック MH21S型スズキ・ワゴンR シフトレバーの先端にオーバードライブスイッチを設置
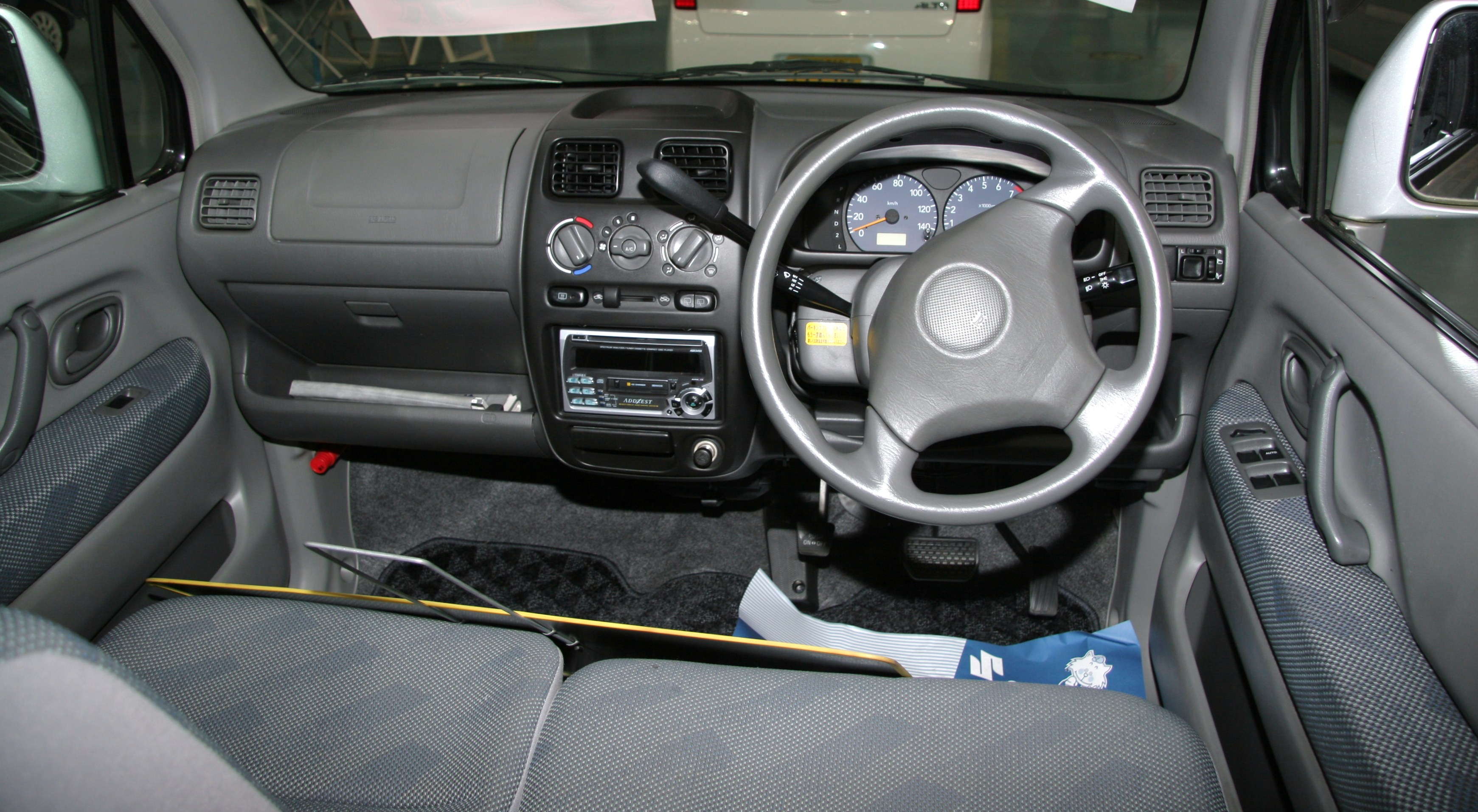
｢ベンコラ｣の例｡｢ベンコラ｣を成立させるため、パーキングブレーキも足踏み式となっている｡ MC系ワゴンR｡

### パドルシフト
単なるスイッチでありレバー形状でも無いが、変速インターフェースの一例として記す。
機械的な連動機構を一切持たず、トランスミッションの油圧アクチュエータへ電気信号のみを送って変速を行う場合、室内側にはワイヤーハーネスの配線以外に設置上の制約がなく、ステアリングホイールから手を離さずにギアチェンジが可能なパドルシフトと呼ばれる配置も可能になった。
かつてのパドルシフト採用車には、フロアやインパネにセレクターレバーを残しているものも多かったが、レバーを廃止してダイヤルやボタン式のATセレクターと併用する例も増えている。
当初は走行性能に重点を置いたレーシングカーやスーパーカーやスポーツカーに採用されていたが、近年では電子制御を重視する設計が主流であるためトヨタ・ヴォクシーのようなミニバンにまで広がっている。
近年はフォーミュラ1カーなど多くのレーシングカーは、パドルシフト操作でクラッチ操作の不要なセミオートマチックトランスミッションの採用が主流となっている。併せてステアリングホイールグリップ部から指が届く範囲に変速用を含むスイッチ群を設け、シーケンシャル操作でなく変速を飛ばしたり指定ギアに入るようにしている。一部のレーシングカーでは、この様なステアリングホイールは乗降時の邪魔になるので、ワンタッチで脱着可能にして、搭乗装着時に確実に接点が繋がるような端子が選定実装されている。

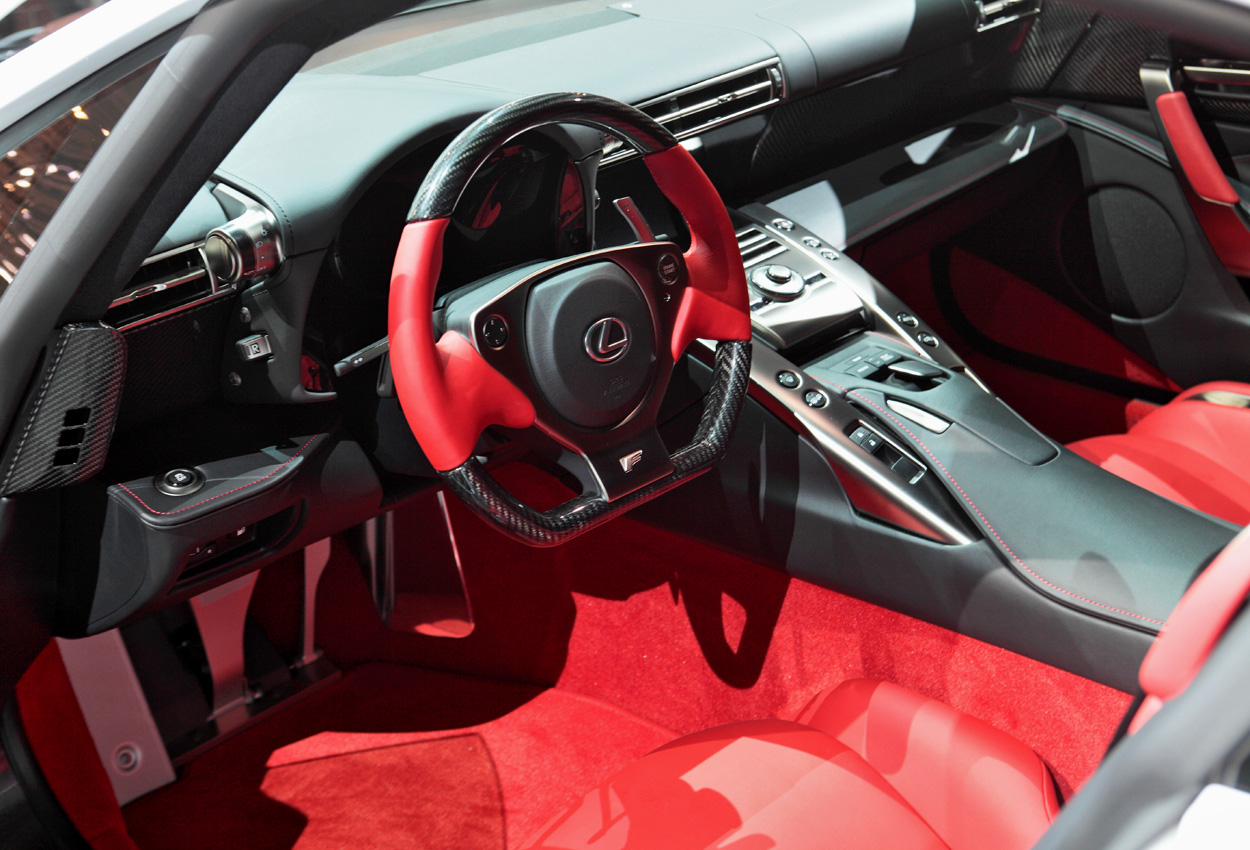
レクサス・LFA（通常のレバー無し）
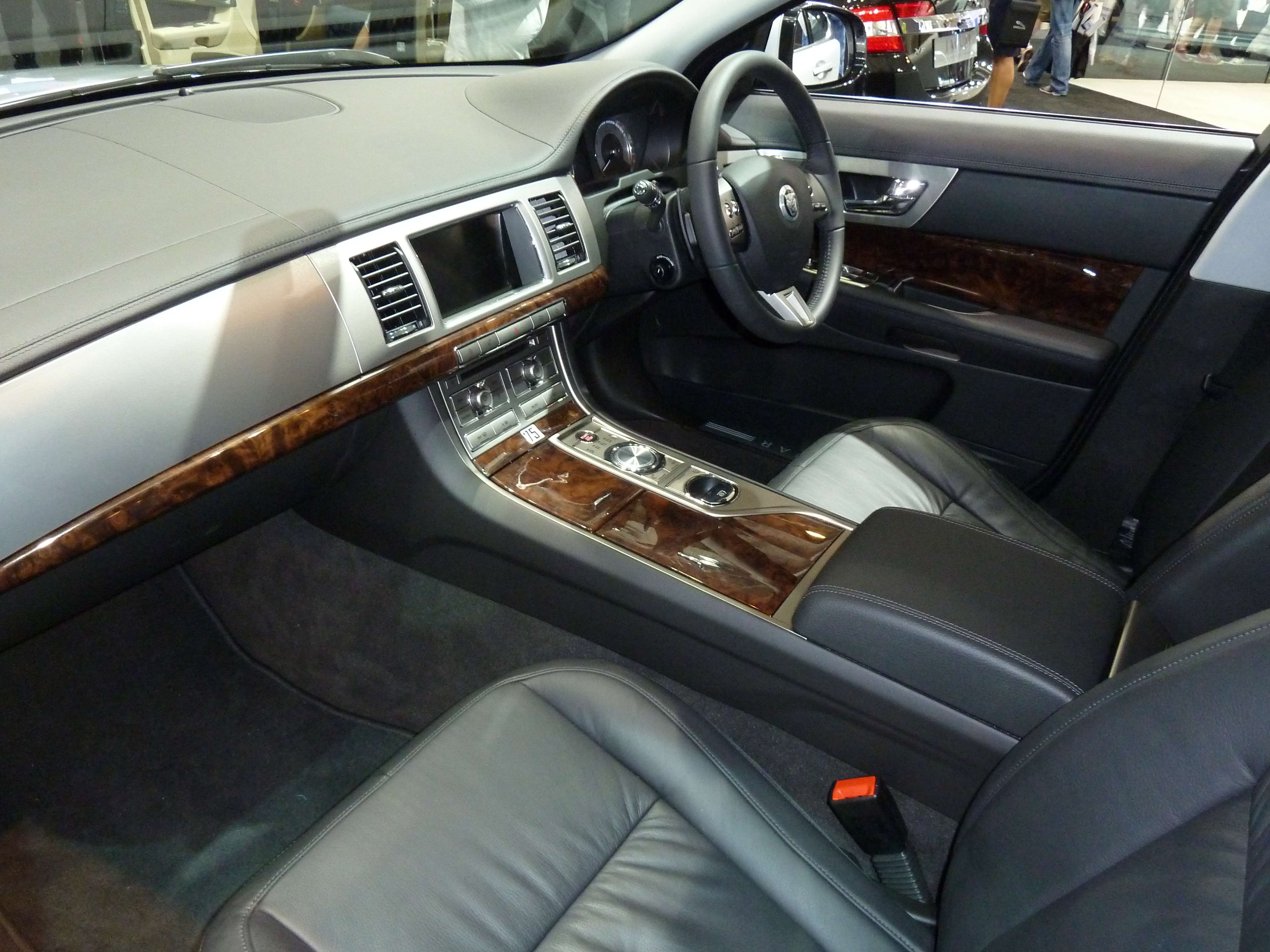
ジャガー・XF（ダイヤル式のATセレクター）
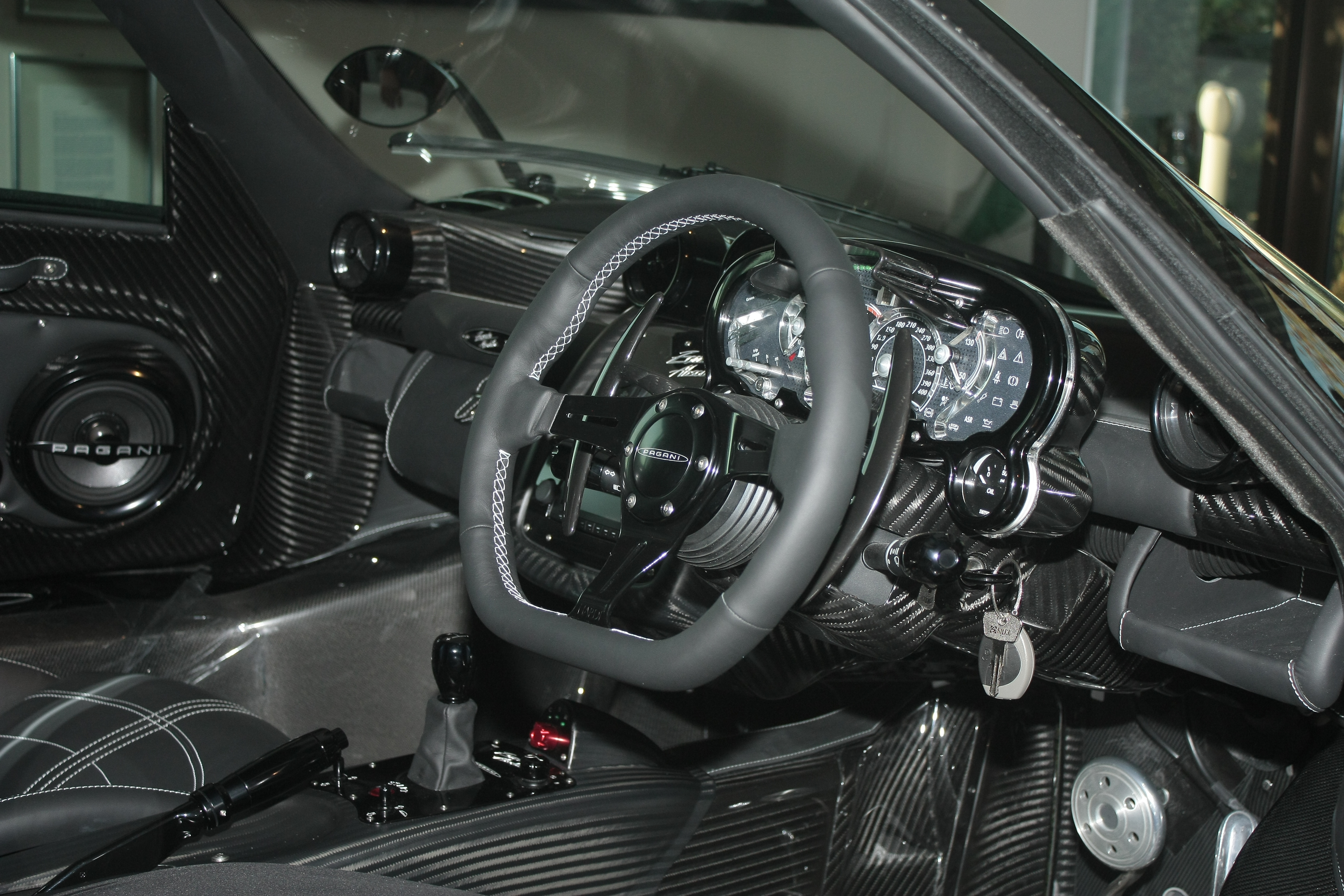
パガーニ・ゾンダ・アブソリュート（通常のシフトレバーと併用）
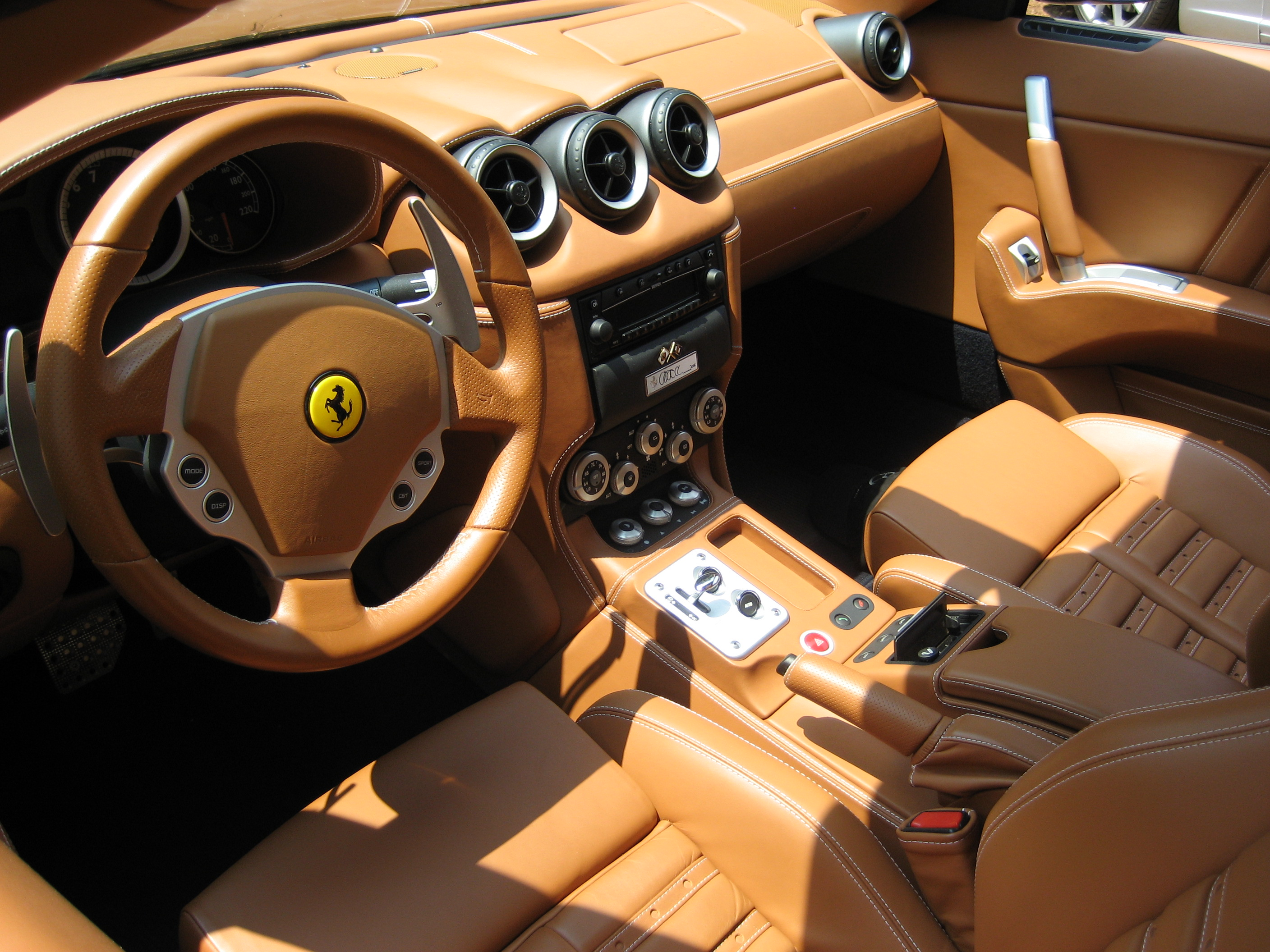
フェラーリ・612スカリエッティ（前進と後進を切り替えるレバーがある）
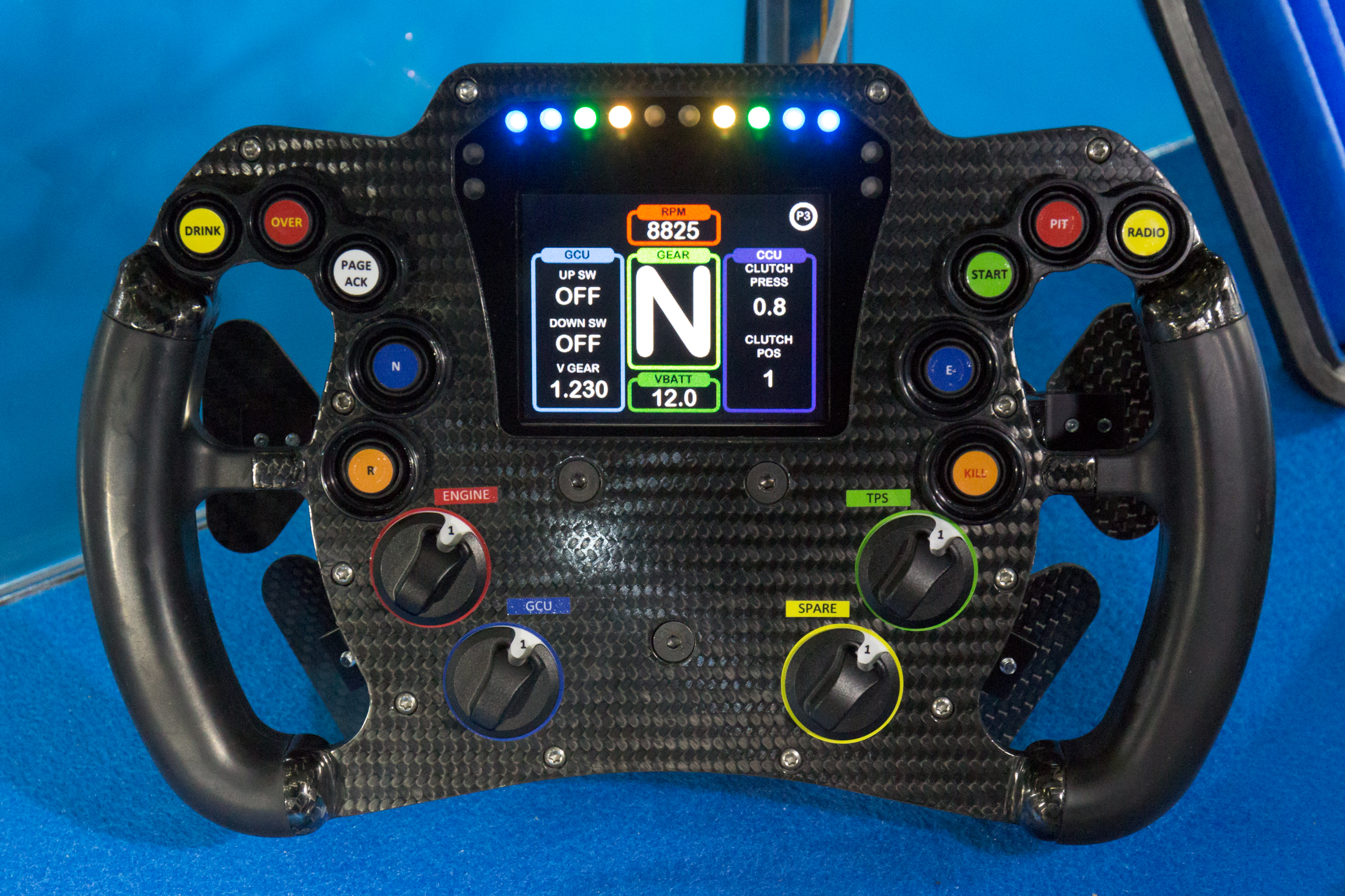
ダラーラ・SF14（コスワース製ステアリングホイール）

## オートバイ
オートバイの場合には、今日ではほとんどの車種で足で操作して変速するフットシフト（英: Foot Shift）が用いられるが、1960年代以前には手で操作するハンドシフト（英: Hand Shift）の車種も見られた。

### ハンドシフト
ハンドシフトには大きく分けてタンクシフト（Tank Shift）、ジョッキーシフト（Jockey Shift）、グリップシフト（Grip Shift）の3種類に大別される。
タンクシフトは、燃料タンクの側面に設けられたシフトレバーがリンケージを介して変速機に接続されるもので、最も初期から存在する形式である。同じリンケージを介する形式でも、シフトレバーの位置を大きく変更する目的でフレームにシフトレバーの台座を設置する場合もあり、こうしたものはアメリカの白バイ向け車両に多く用いられたことからポリスシフトとも呼ばれている。
ジョッキーシフトはリンケージを介さずに変速機に直接シフトレバーを連結するもので、さらに狭義にはシフトレバーをフットレスト後方まで伸ばして後車軸の手前付近に配置するものを示す。このように配置された場合、シフト操作があたかも馬に鞭を入れるように見えることから、このような名称で呼ばれる。
グリップシフトは今日の自転車の変速機でも広く見られる、ハンドルバーのグリップを回して変速を行うもので、旧式のベスパで用いられている。自転車の延長上に当たる近年の電動機と駆動輪の間に手動変速機が入る方式の電動自転車・電動アシスト自転車でも見られる。
ハンドシフトは、日本車では1950年代末まで陸王が採用していたのが最後の事例である。改造車両としては今日でもクルーザーをクラシックスタイルに改造する場合に見られる。市販車では、グリップシフト以外のタンクシフト、ジョッキーシフトに類するハンドシフトは、走行中に片手をハンドルから離すことを強いられ、横転事故の原因になりがちであったため、1950年代にはより安全性の高いフットシフトにほぼとって代わられた。例外はサイドカーやオート三輪のような、通常オートバイよりも安定性の高い車種に限られる。

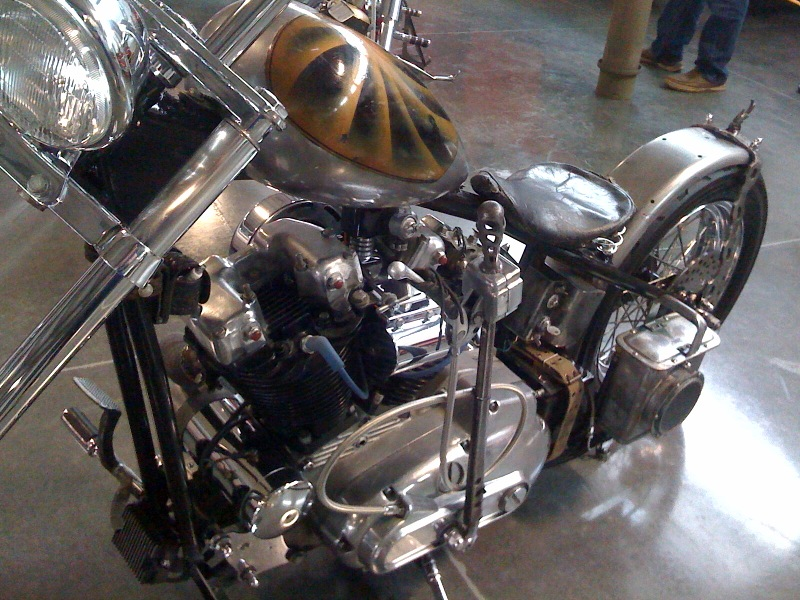
ハーレーダビッドソンのジョッキーシフト仕様チョッパー。タンクの横にレバーを配置する比較的オーソドックスなスタイル。
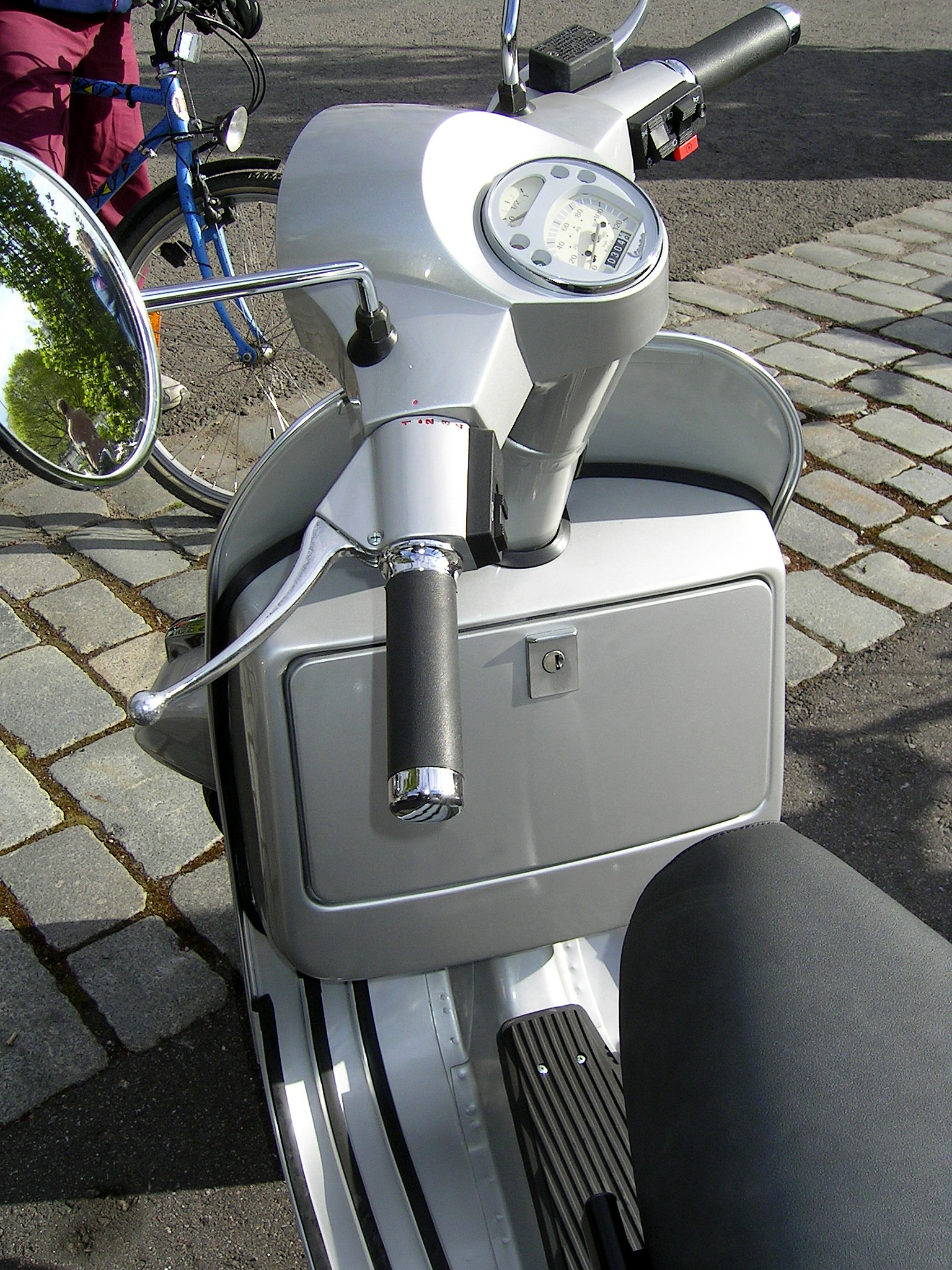
グリップ部分にシフト機構が組み込まれたベスパ・PX。

### フットシフト
フットシフトのシフトレバーは足で操作することからシフトペダル（英: shift pedal）と呼ばれる場合が多い。一端を軸によって支持されたレバーの他端を、足の裏で踏む操作と足の甲で引き上げる操作で変速する方式が主流となっている。先端の操作部には滑り止めのついた突起が車体の横方向へ突出していて、外観形状からシフトペグ（英: shift peg）とも呼ばれる。またクルーザーやビジネスバイクなどには、中心を軸で支持されたレバーの両端(操作部は棒状または平らな板状となっているが、足の甲で引き上げる操作を考慮し前方に伸びたレバー端のみ棒状とした車種もある)のどちらか一方を足の裏で踏む操作のものもみられ、シーソーペダル（英: seesaw pedal）とも呼ばれる。いずれの場合も、シフトレバーがトランスミッションから突き出したスピンドル（軸）に直接固定されるものと、リンケージを介して操作を伝達するものがある。
今日のようなフットシフトメカニズムを初めて導入したのはイギリスのベロセットで、1934年の事である。その後多くのメーカーがこの機構を採用したが、1936年のBMWのように、フットシフトを採用しながらも非常用にハンドシフトレバーも併設する例が普及の当初には見受けられた。

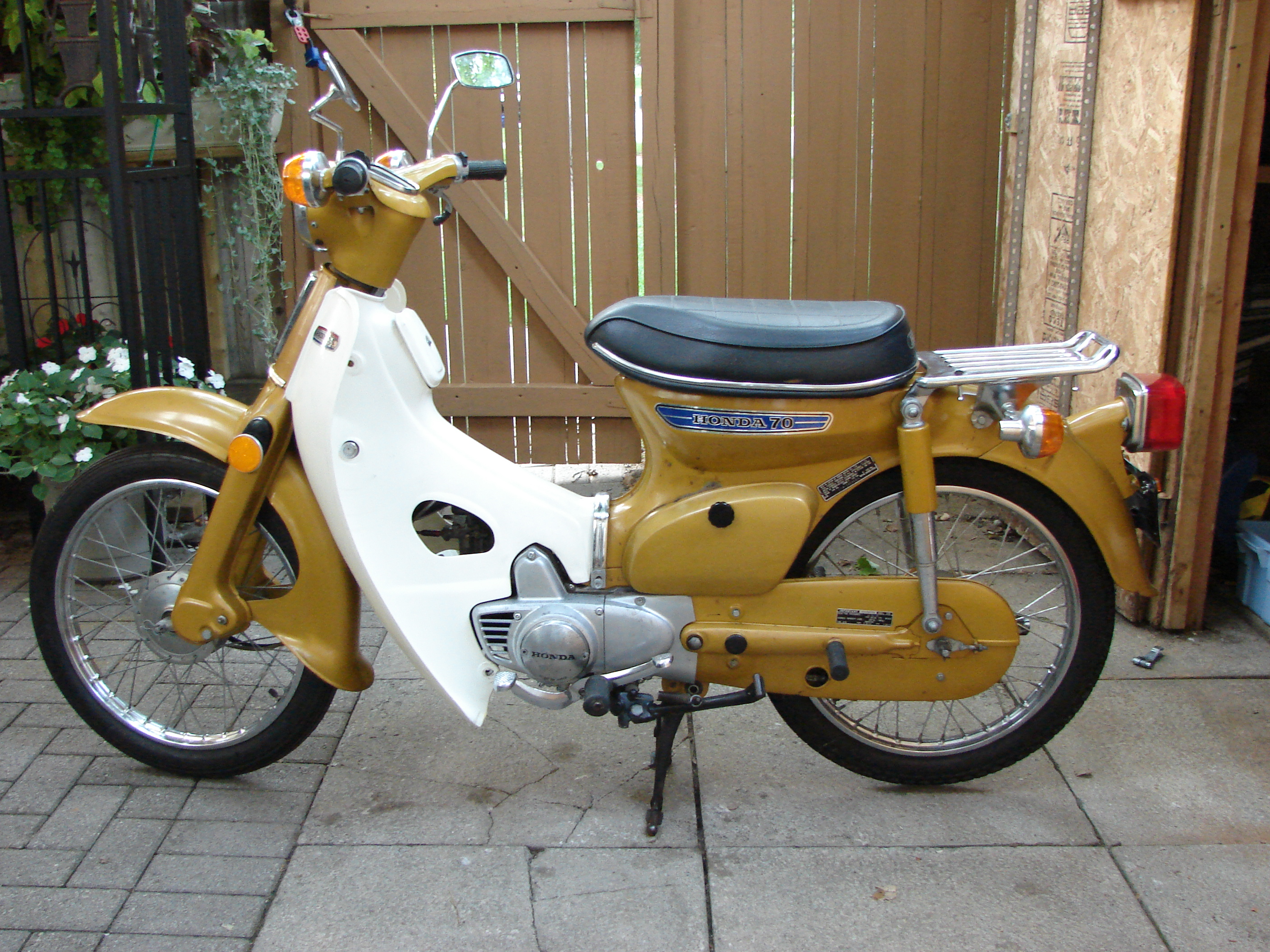
シーソーペダルを採用する代表例、ホンダ・スーパーカブ（en:Honda_C70）
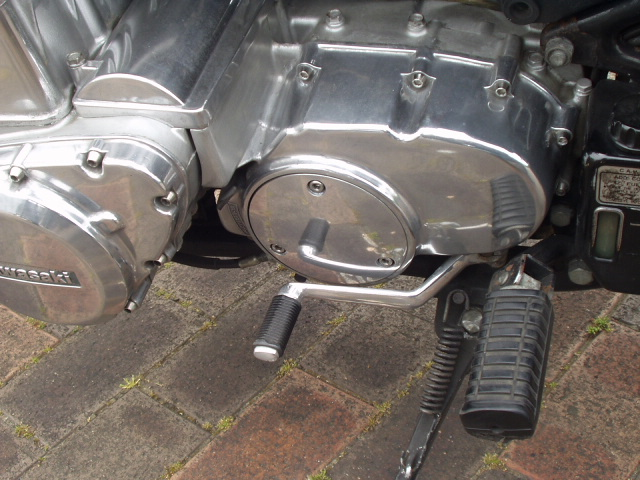
リンケージを介さないリターンペダルの例、カワサキ・Z1300
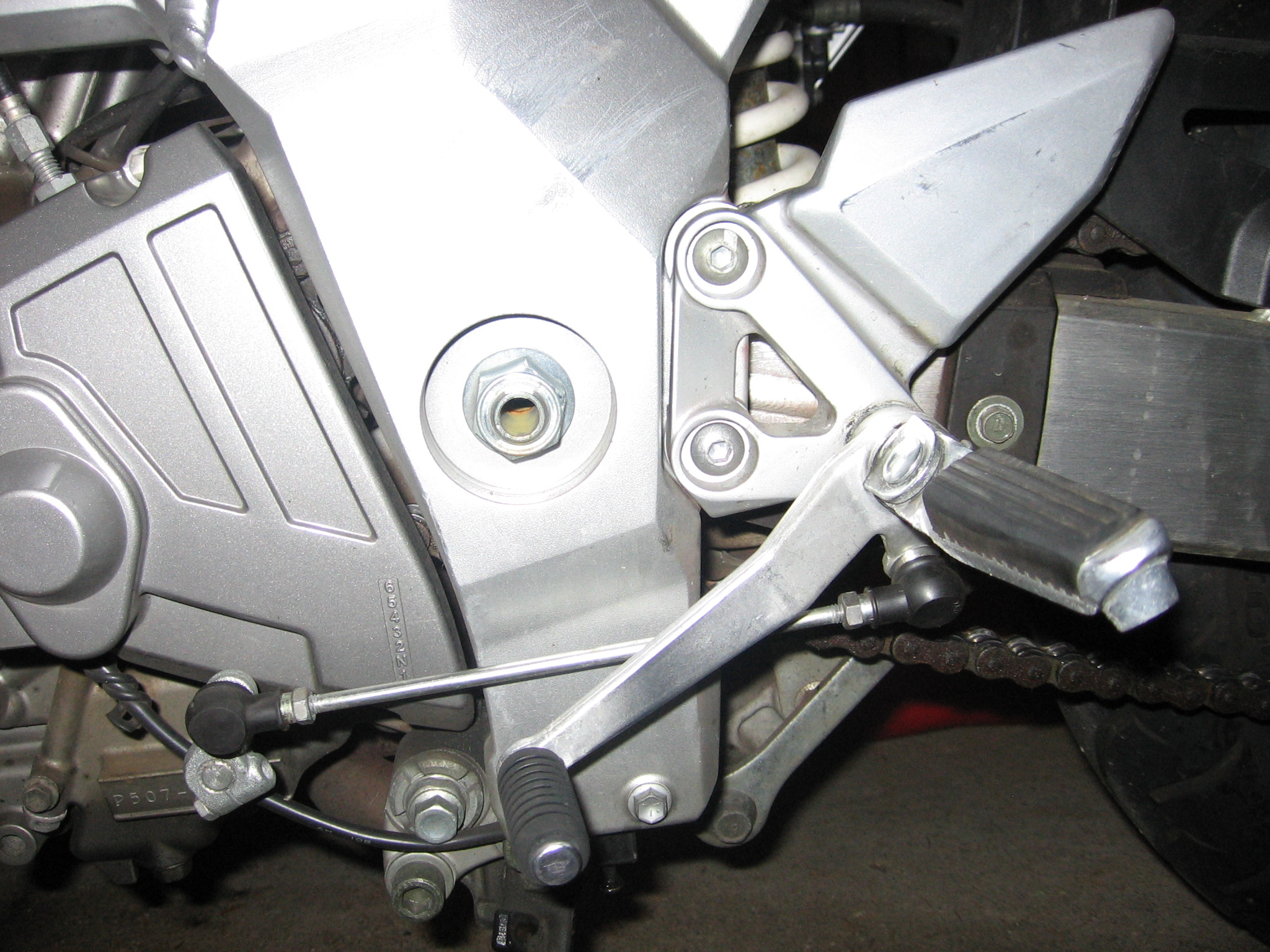
バックステップによるライディングポジションの改善の為にリンケージペダルを採用する例、スズキ・SV650S